# 奈良の鹿
奈良の鹿（なら の しか）とは、奈良県奈良市にある奈良公園とその周囲・山間部に生息するニホンジカ（偶蹄目シカ科シカ属ニホンジカ）の集団である。野生動物であり、所有者はおらず、国の天然記念物である。

## 概要

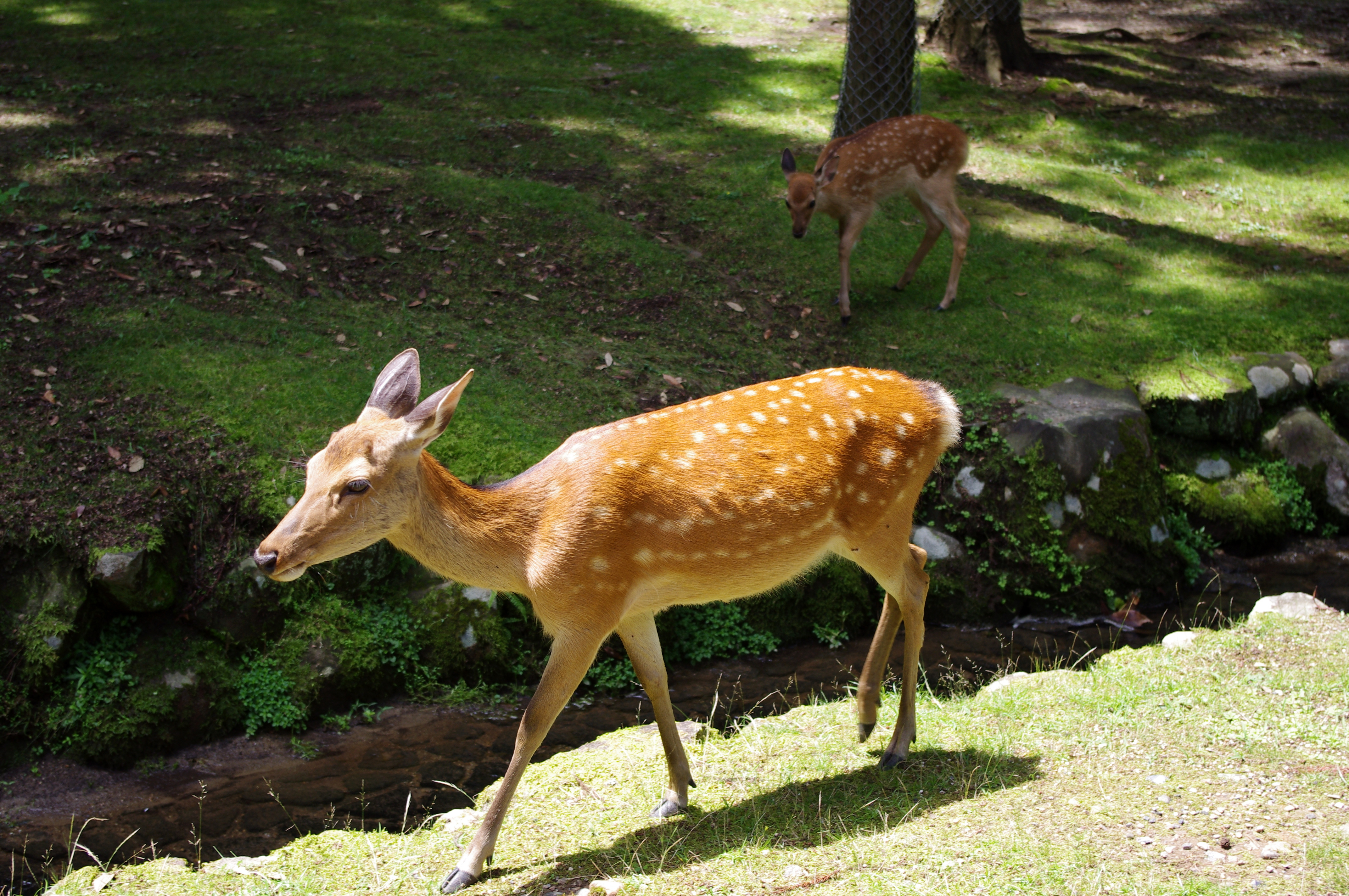
奈良公園で撮影された鹿。

1957年（昭和32年）9月18日に奈良市一円の鹿が、「奈良のシカ」として国の天然記念物に指定された。「奈良のシカ」は野生動物であり、所有者はいない。
奈良のシカと人との関係には長い歴史の変遷がある。文化庁の国指定文化財等データベースには”古来神鹿として愛護されて来たものであって、春日神社境内、奈良公園及びその周辺に群棲する。苑地に群れ遊んで人に与える餌をもとめる様は奈良の風光のなごやかな点景をなしている。よく馴致され都市の近くでもその生態を観察することができる野生動物の群集として類の少いものである。”と記述されている。

## 歴史

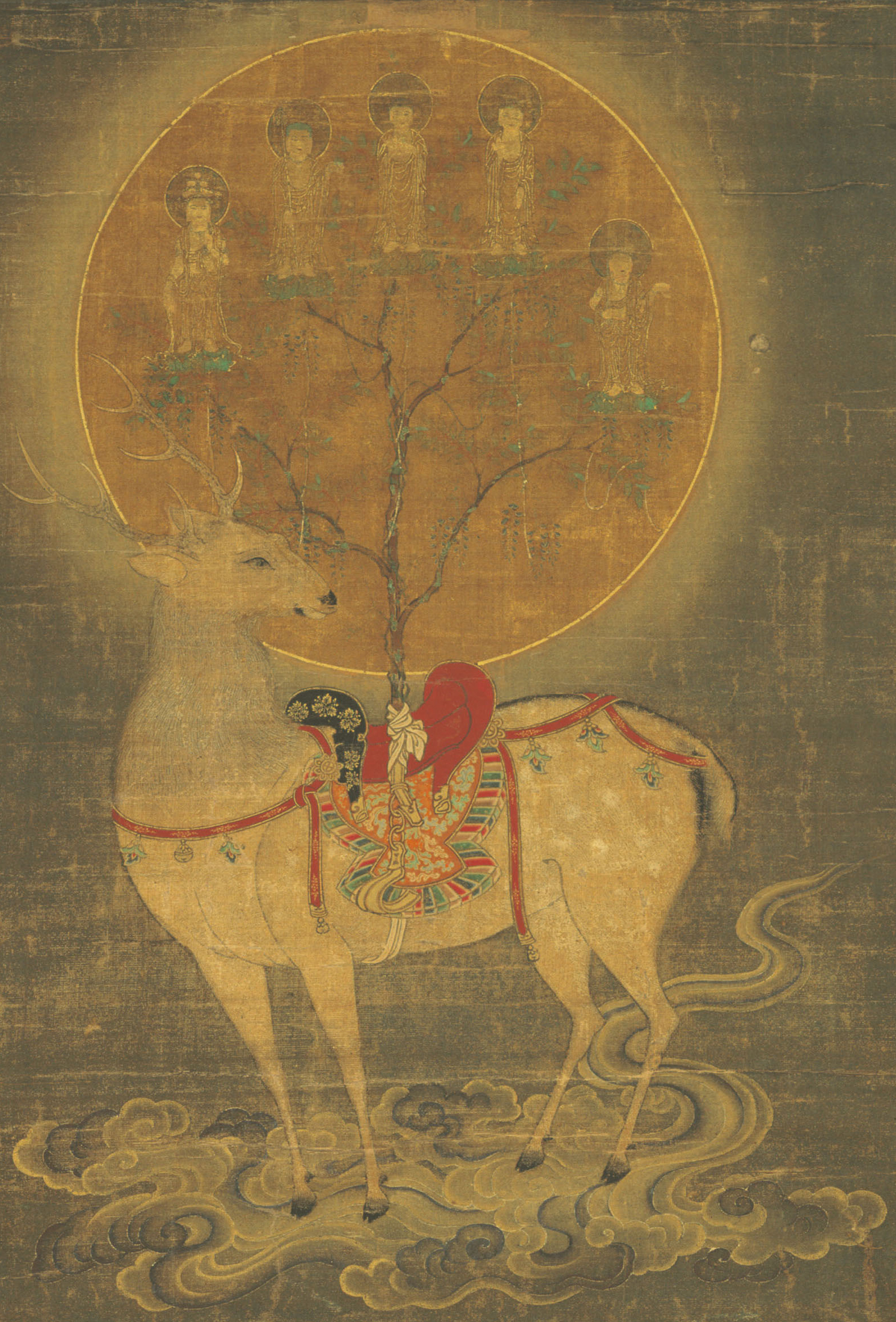
春日鹿曼荼羅図（部分）
タケミカヅチ（建御雷命）が常陸国鹿島から白鹿に乗って大和国春日野へ移座したという伝説に基づいて描かれている。指定名称：絹本著色春日鹿曼荼羅図。時代：14世紀（鎌倉時代）。奈良国立博物館蔵。重要文化財。

7世紀後半から8世紀後半にかけて編纂された『万葉集』では奈良の鹿の歌が詠まれ、このころは純粋に野生の鹿であった。767年（天平神護3年/神護景雲元年）に創建された春日神社の主神、建御雷命（たけみかづちのみこと）が鹿島神宮から遷る際に白鹿に乗ってきたとされ、奈良の鹿が神鹿（しんろく）として尊ばれるようになる。氏社参詣の藤原氏からも崇拝の対象となり、鹿に出会うと神の使いとして輿から降りて挨拶をした。これが続いて、鹿もお辞儀の習慣を覚えたという説がある。
藤原氏の氏寺で、春日神社と関係が深く、事実上の大和国守護であった興福寺からも神鹿として厳重に保護され、傷つけた場合は処罰処刑や連座追放の対象となる。しかし、住民とのトラブルが多く、江戸時代初期には夜間歩くと路地から飛び出した鹿が人に敵対し、何人もけがをしている。軋轢があっても人は手が出せず、石を投げたり杖などで防護したりしたが、鹿に当たるとたちまち死傷する状態で、鹿との共存は容易ではなかった。鹿に害を与えないために、半割の木の丸い方を道路に向けた奈良格子など、町屋の様式にも影響している。天文20年（1551年）10月2日には、10歳の女子が本子守町で鹿に石を投げたら当たり、神鹿を殺害したとして、大人と同じように縄でくくられた上で興福寺周囲の塀を馬で一周させられた後に斬首処刑され、家族は連座で家屋を破壊され追放された（『興福寺略年代記』）。
江戸時代に入っても興福寺出身の奈良奉行が続いていたが、寛文10年（1670年）2月28日に初めて江戸幕府から派遣された溝口信勝が奈良奉行となり、幕府の方針で極端な神鹿保護から厳重な動物保護への転換が図られた。延宝6年（1678年）鹿殺害犯に対して興福寺が処刑請願を奉行所に出したが拒否した。以後は、鹿死傷に対する裁判は奈良奉行所が主体となった。そして人の害となる鹿の角を伐る「鹿の角伐り」を始め、現代まで続く。
明治時代には、廃仏毀釈で興福寺が荒廃したため、鹿を保護する機運も失われた。明治4年（1871年）、中央から派遣された四条隆平県令が、鹿による農作物被害軽減として、放し飼いを停止して鹿苑を造り、鹿を収容した。しかしながら、野生の鹿が狭い場所に慣れず、餌不足と、野犬侵入、病気などで死に38頭に激減する。奈良県の堺県への合併により、1876年（明治9年）に再度開放し、1878年（明治11年）12月2日奈良町と高畑、水門、雑司、川上、中ノ川、白毫寺、鹿野園など周囲8カ村と春日奥山に殺傷禁止区域が設定され、旧興福寺領を中心に1880年（明治13年）2月14日に奈良公園となる。しかし、1890年（明治23年）には周囲の食害が大きくなり、周囲村の要望で禁止区域が、奈良町と奈良公園（春日奥山含む）と春日大社境内に縮小される。そのため区域外へのおびき出しによる密猟が横行し、1891年（明治24年）に鹿の状態を憂いた現在の「奈良の鹿愛護会」の前身となる「春日神鹿保護会」が設立された。以後、「公園の中の鹿」として増加し、親しまれるようになる。1941年（昭和16年）には806頭を数えた。しかし、第二次世界大戦末期の1943年（昭和18年）には350頭。さらに、戦後の混乱期の食糧難による密猟で1945年（昭和20年）79頭まで激減し、翌年、奈良公園に行っても鹿の姿がほとんど見られないという深刻な状態になる。1948年（昭和23年）には120頭に持ち直し、その後の社会の安定で再び増加し、1000頭前後に安定する。市民の鹿への愛着と共存意識が深くなり、修学旅行の実施と観光の復活とともに、全国的に知られたマスコット的な存在となる。

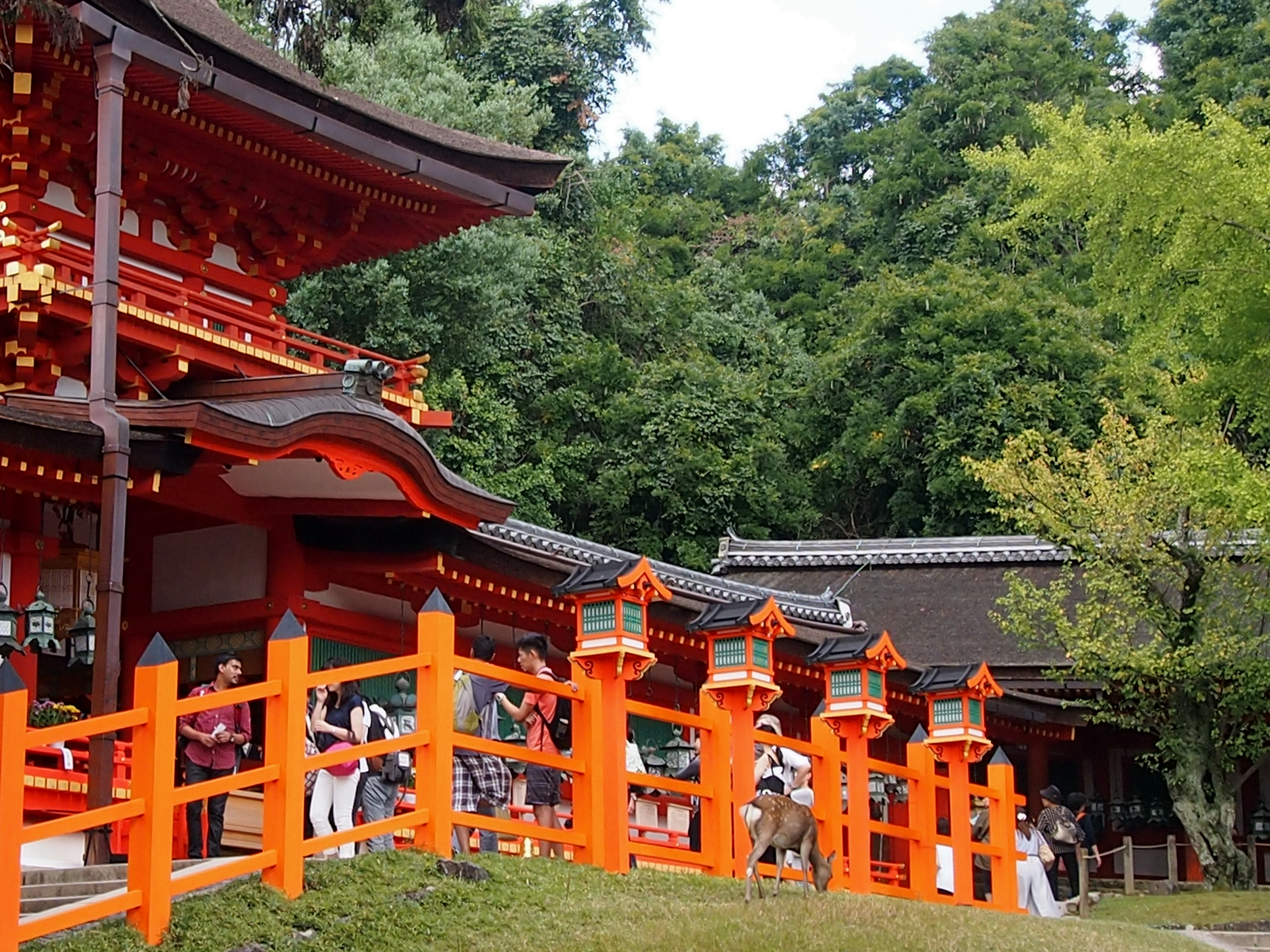
春日大社の中門と鹿
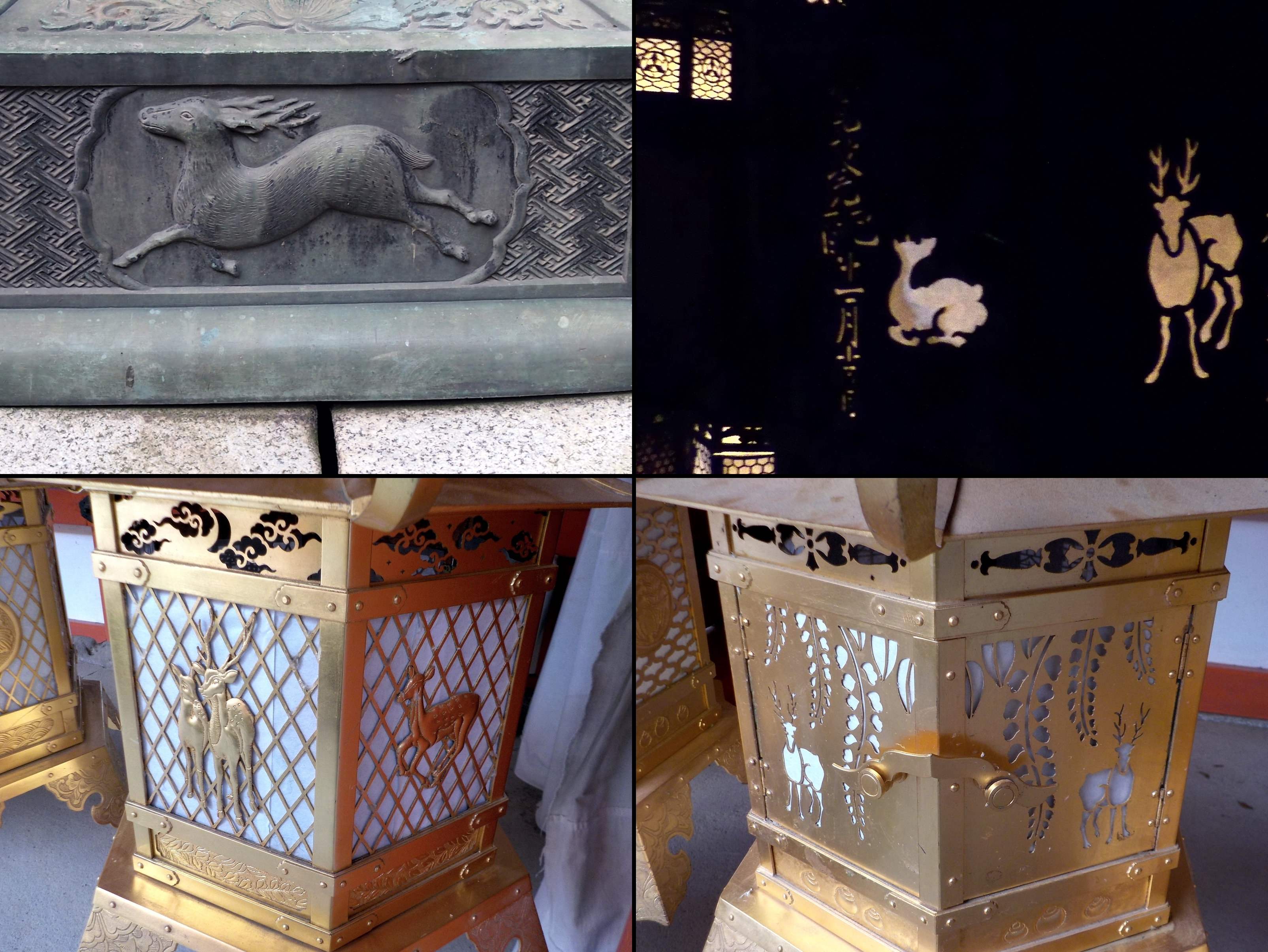
春日大社の灯籠に描かれた鹿の意匠
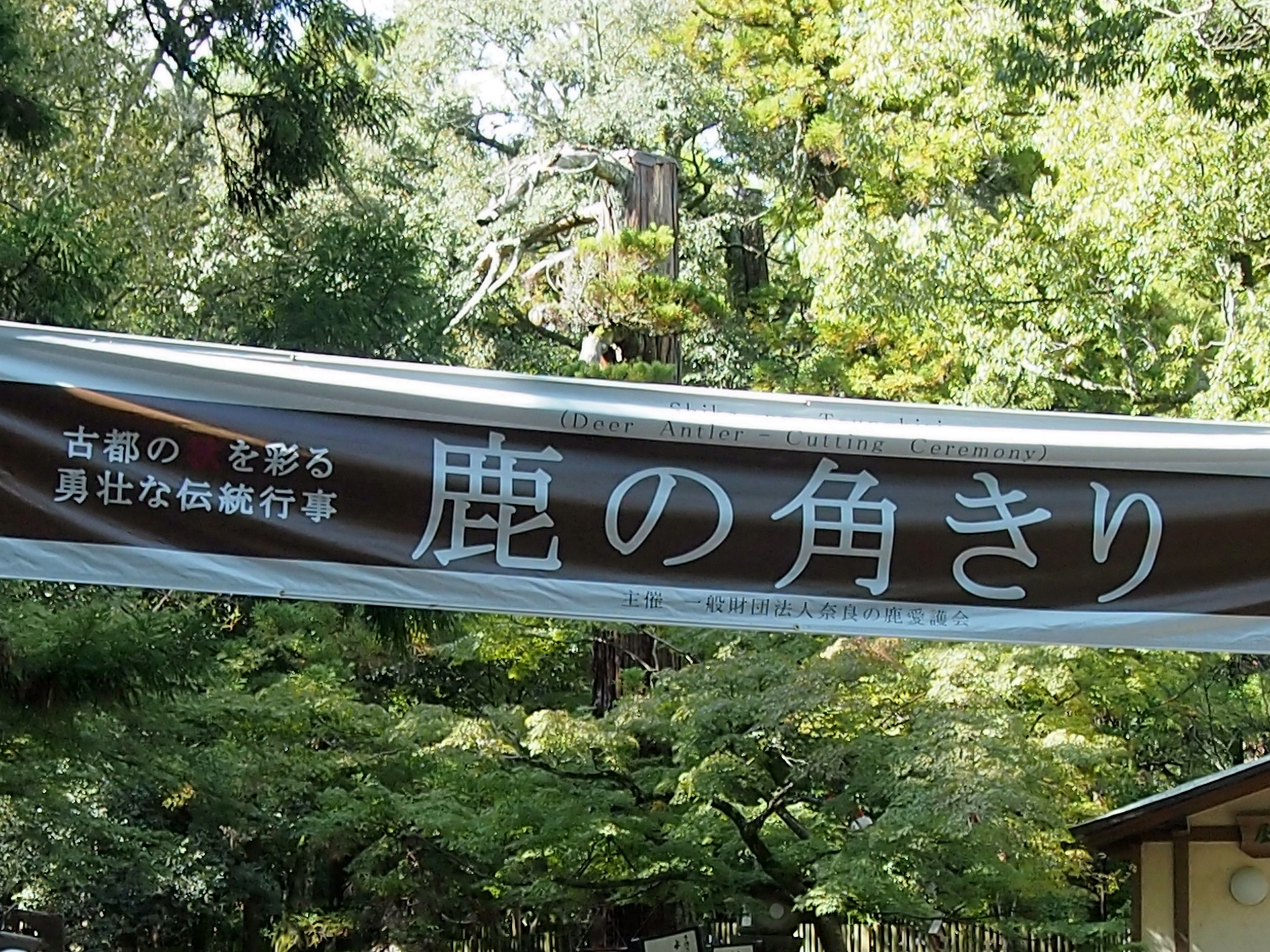
鹿の角きり横断幕
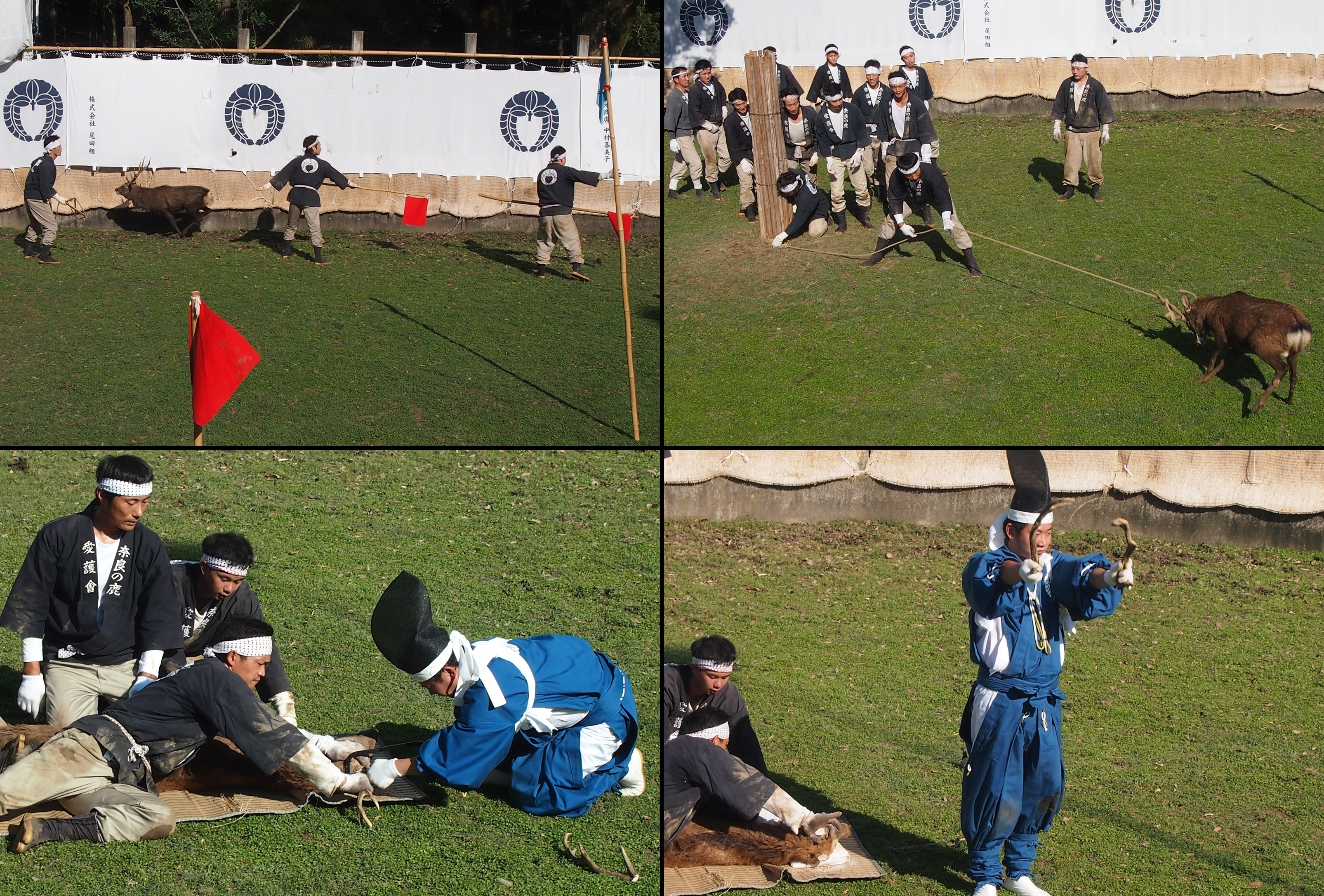
鹿の角きり。勢子が鹿を追い込み、取り押さえ、神官が角を切る。

## 生態

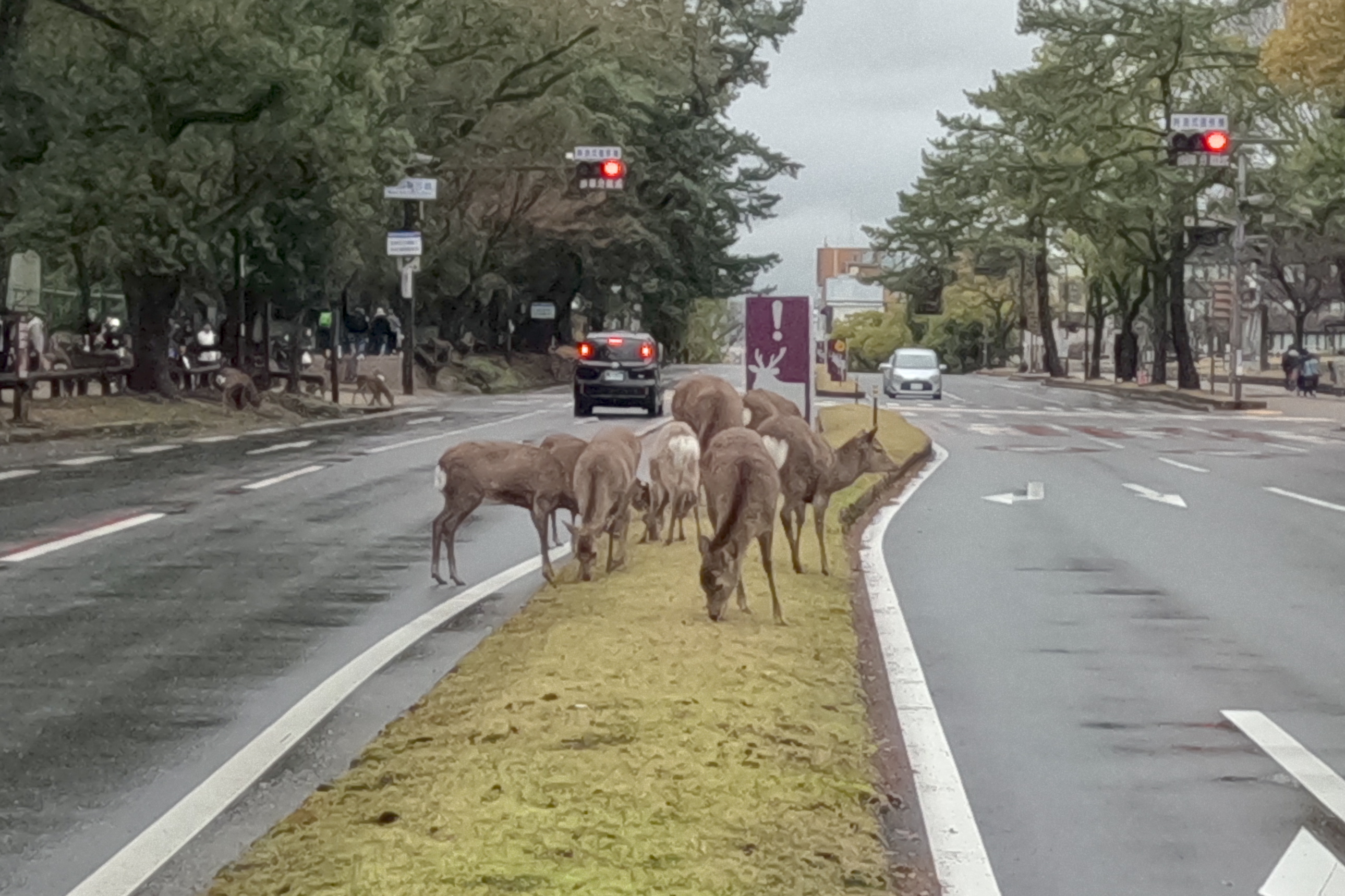
中央分離帯にいる鹿の群れ。

日の出から動き始め、泊り場から採食場へ移動する。その後は休息する場所へと移動し、夕方まで滞在する。夕方ごろ、採食しながら泊まり場へと移動する。日没後は泊まり場で食べたり寝たりして過ごす。メスは母系グループで生活し、メスの子は生涯そのグループに属するが、オスの子は2才ごろに群れから独立する。移動の際には他のオスとグループを作ることが多いが、基本は雌雄別々の群れで1頭の行動範囲は10 - 20ヘクタール。2024年（令和6年）の時点で、公園全体では1,325頭（オス鹿313頭、メス鹿798頭、子鹿214頭）がいる。
一番遠方へ放浪した例は、1948年（昭和23年）大阪府大阪市の御堂筋で雄鹿が当時の占領軍に発見されたことがある。最近では生駒市鹿ノ畑から四条畷市へ遊行しているのが見つかったこともある。

## 遺伝的特徴
2023年1月、奈良教育大学、福島大学、山形大学、の共同研究チームは、紀伊半島および奈良公園に生息するニホンジカの集団構造を調査した研究論文（Takagi et al. 2023）をAmerican Society of Mammalogists (ASM) が発行するJournal of Mammalogyに発表した。この研究では紀伊半島内の4府県30地域から 294個体のニホンジカの筋肉や血液サンプルを収集し、DNA を抽出している。得られた DNA から母系遺伝するミトコンドリア DNAの D-loop 領域（調節領域）の部分配列を解読するとともに、両性遺伝する核 DNA中のSSR マーカー（マイクロサテライトDNA）を使用して繰り返し配列の長さを測定した。これらの情報を基に各サンプルの遺伝子型を決定し系統解析と集団遺伝構造解析を行った結果、紀伊半島に生息するシカからは18種類のミトコンドリアDNA遺伝子型（M1~M6, S1~S12）が検出された。このうち奈良公園の集団からは、紀伊半島の他の地域に生息するシカには見られない1種類だけの遺伝子型（S4）が検出された。核 SSR マーカーの遺伝子型データを使用した集団遺伝構造解析（STRUCTURE解析）の結果では、紀伊半島のニホンジカは奈良公園、紀伊半島東部、紀伊半島西部の大きく 3 つの遺伝的グループに分けられ、紀伊半島中央部では半島東部と半島西部の遺伝的グループが混合していることが明らかとなった。これらの3つ遺伝的グループの分岐年代について、合祖理論（coalescent theory）を基に推定を行ったところ約 1,000年以上前（推定最頻値で約1400年、95%信頼区間 = 468–10720年前）に祖先集団から奈良公園グループが分岐し、約500年前（推定最頻値で約520年、95%信頼区間 =156–2132年前））に現在の東部グループと西部グループが分岐したことが推定された。これらの推定分岐年代はいずれも紀伊半島において人間活動が盛んになった時期とほぼ一致していた。本研究成果によって紀伊半島のニホンジカの集団構造は歴史的な人間活動の影響が大きいことが推察され、特に奈良公園のニホンジカ集団は、周辺地域のシカが狩猟や開発などによって不在となり、孤立化することによって独自の遺伝的な集団を形成するに至ったことが明らかとなった。

## 伝説

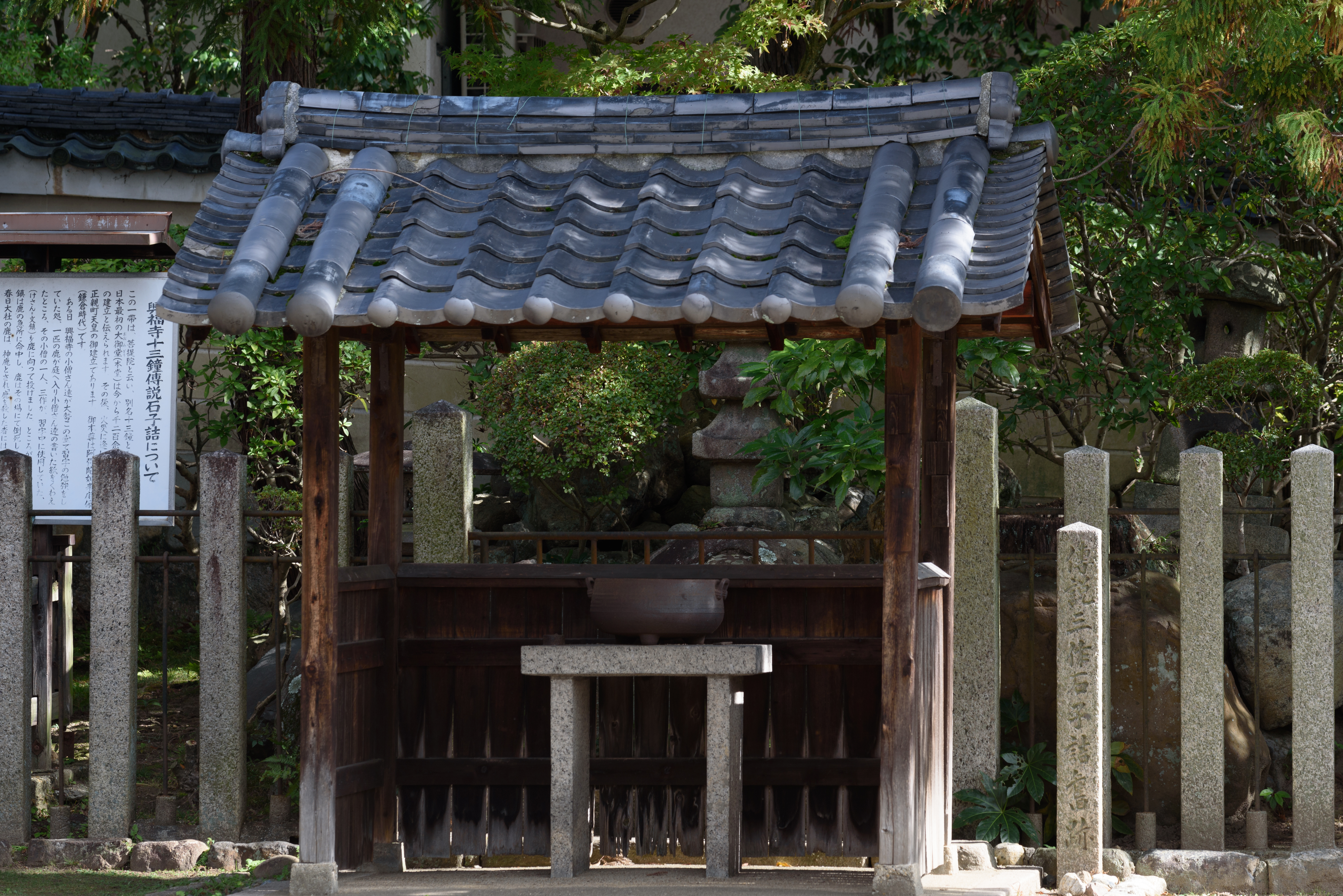
三作石子詰之旧跡

三作石子詰め（さんさくいしこづめ）という伝説がある。その昔、興福寺の寺子屋で三作という名前の小僧が習字をしていた、そこに鹿が現れ半紙を食べられそうになったため、小僧はとっさに文鎮を鹿に投げつけた、ところが急所に当たったためか、鹿は死んでしまった。神鹿殺害の罪は穴に石で埋められる石子詰め刑罰と定められており、三作もこの刑で死罪となった。嘆き悲しんだ母親は三作の霊を弔うため、毎日明け7つ（午前4時）暮れ6つ（午後6時）に菩提院大御堂の鐘をついて供養に努めたという。現在、興福寺菩提院大御堂の前庭には三作の塚がある。

## 人気

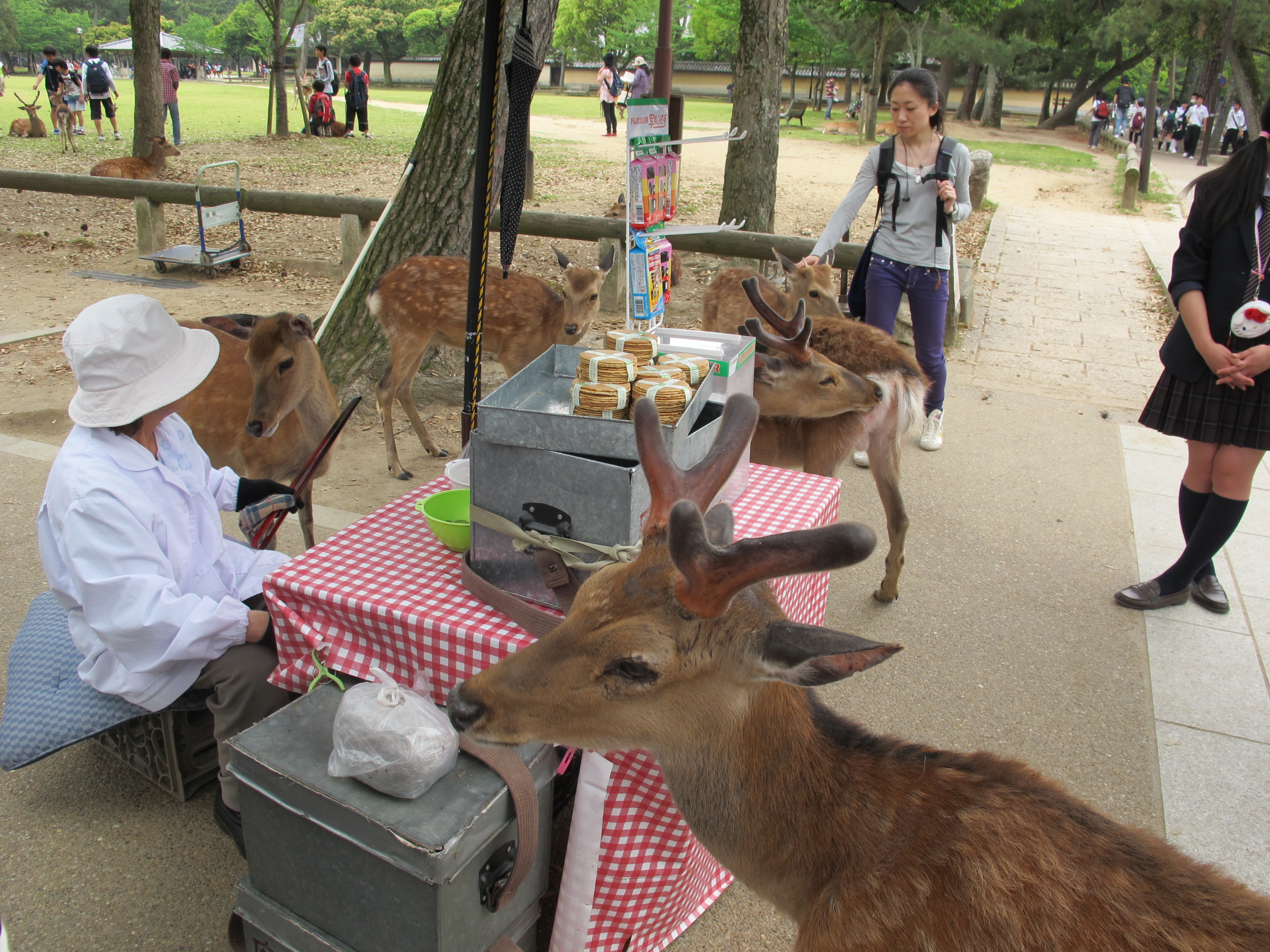
「しかせんべい」とシカ。

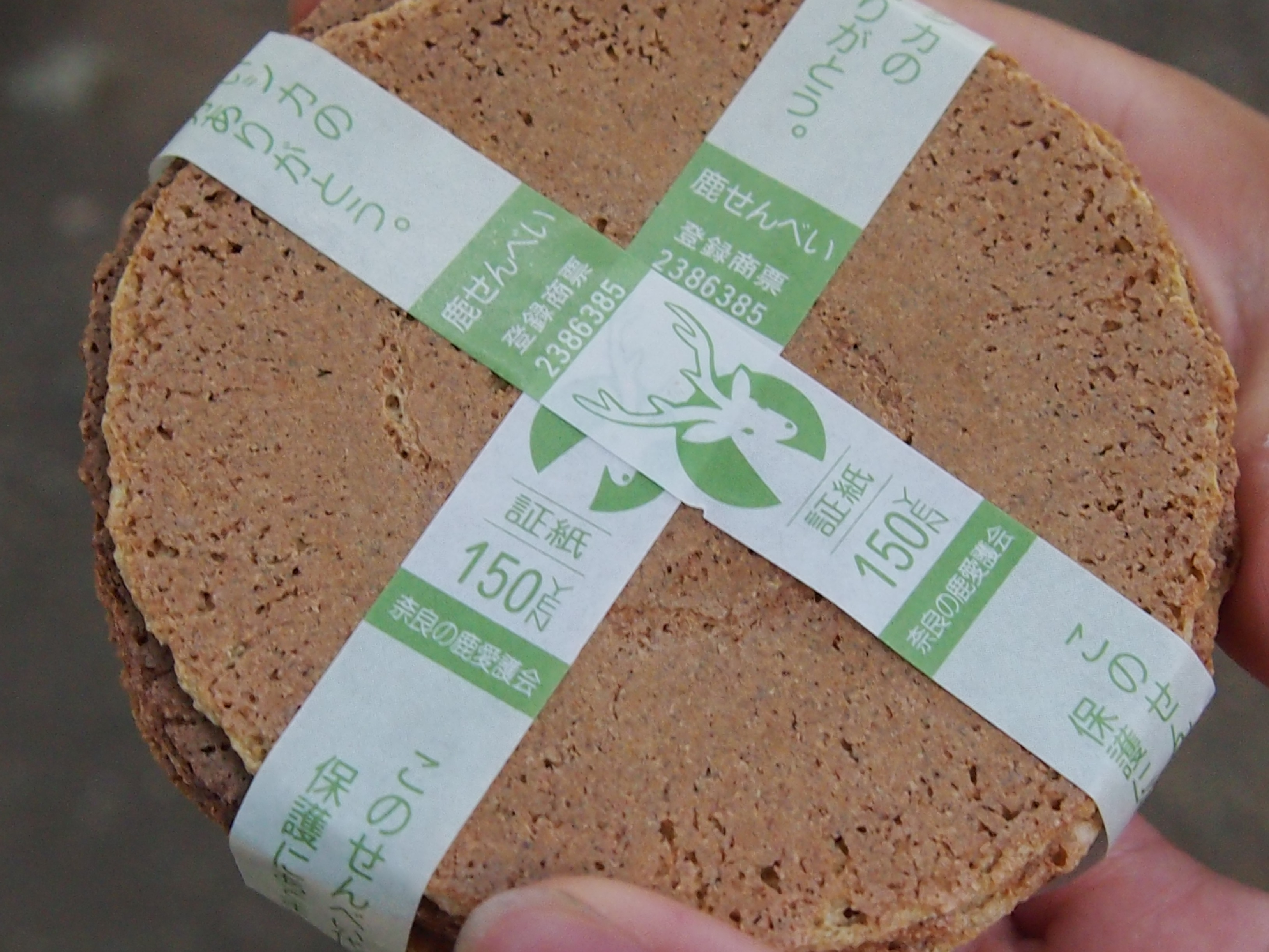
「しかせんべい」十文字の証紙、製造業者が愛護会公認の証紙を購入している

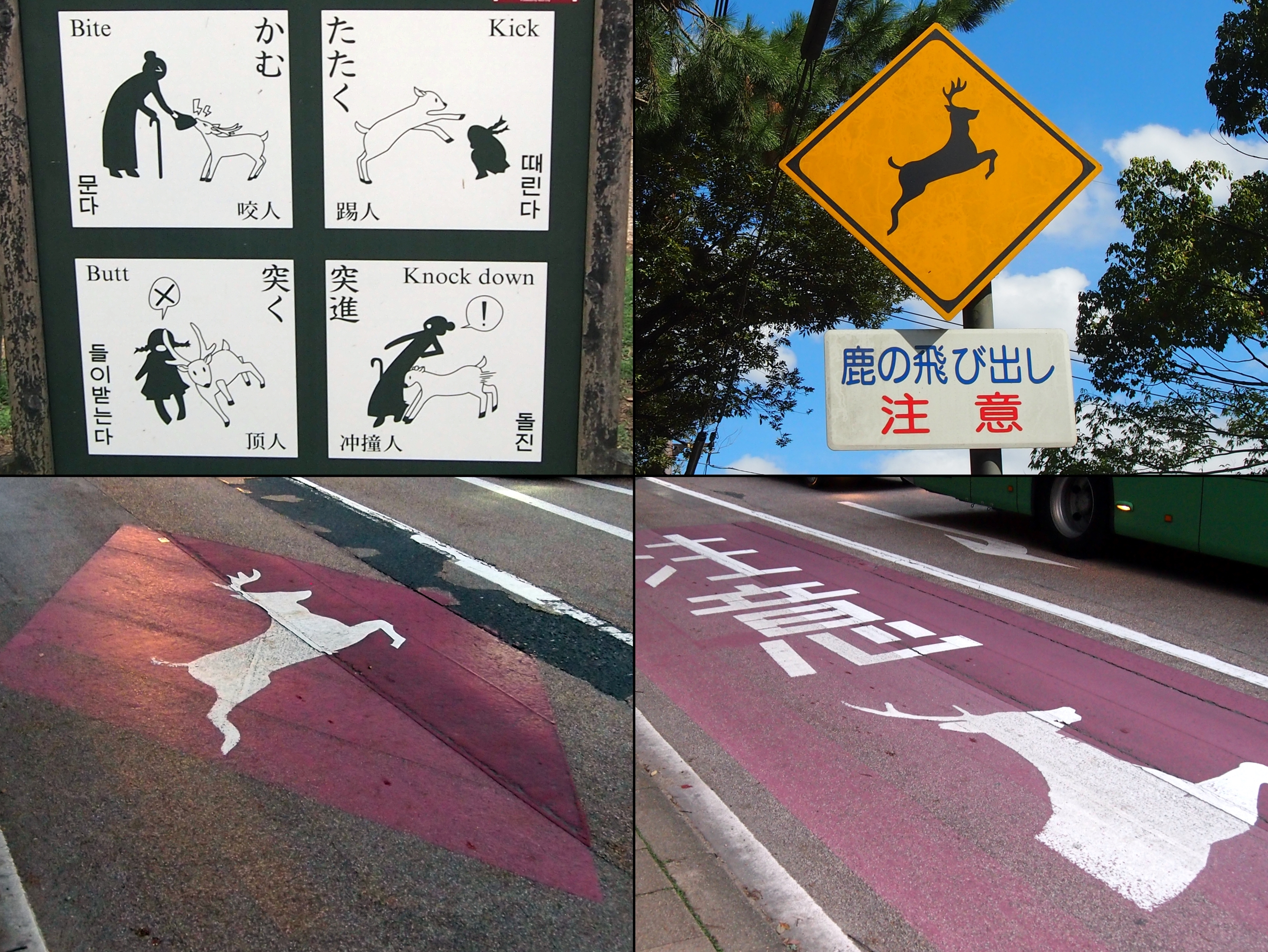
奈良公園周辺の鹿の注意表示

野生の鹿が市街地で人と共存している場所は珍しく、鹿をモチーフにした土産物なども多く売られている。明石家さんまが歌謡曲『奈良の春日野』に「鹿のフン」の踊りをしてヒットして「御神鹿のふん」というお菓子も土産に加わった。
奈良の鹿愛護会が実施している角切りで切られた角は、加工業者に売却され、過去には帯留め・箸などの生活用具や、置物等の鹿角細工にされ、奈良土産として人気があったが、職人の減少で衰退。最近は、軸に角を使った高級筆ペンや角キャップの高級万年筆、持ち手に使用のステッキなど新たな使用方法で奈良らしさや高級品の象徴となっている[1]。

## 鹿せんべい
奈良公園では鹿せんべいが売られているが、あくまでおやつであり、主食は芝や草木の葉、どんぐりなどの植物である。奈良公園の鹿は鹿せんべいを催促するためにおじぎをすることで知られているが
、過度にじらすと攻撃されることがある。鹿せんべいを束ねている証紙の売上は、奈良の鹿愛護会の収入になり、鹿の保護に充てられる。

## 関連行事
鹿寄せ
明治25年（1892年、明治24年とする説もあり）から、鹿苑の完成を祝ってラッパを鳴らしたのが始まりである。奈良の鹿愛護会の職員がベートーベンの「田園」の一節をナチュラルホルンを鳴らして、鹿を集める行事で、予約した観光客は見ることができる。
角切り
江戸時代初期に、シカの管理をしていた興福寺が町奉行の要請を受けて始めたとされる。発情期を迎えたオスのシカが伸びた角で人や鹿を傷つけるのを予防するために毎年10月ごろに行われる。法被を着た勢子が赤い旗の付いた竹ざお（赤旗）で追い込み、十字と呼ばれる道具で角に縄を掛けて引き倒してから角を切り落とす。切り落とした角は神前に供えることとなっている。

## 栄養失調と長寿命化
奈良の鹿は栄養不良でありながら、保護により長生きするという微妙なバランスの中で生息している。一般の野性鹿より体格は小さく、大腿骨骨髄の色の検査でも栄養不足を示している。鹿せんべいを多食すると栄養が偏り、鹿せんべい以外の物を給餌すれば健康を害したり、農産物の味を覚え害獣と化すおそれがあるが、奈良公園内の鹿が過密になったことで、天然のエサが枯渇しつつある。

## 奈良の鹿を取り巻く問題
長く親しまれてきた奈良の鹿ではあるが、鹿せんべいの存在により人と鹿との心理的・物理的距離が近付きすぎた結果、両者の安全が脅かされる事態が生じている。
鹿による人身事故
鹿により人間が負傷する事故が毎年発生している。出産直後の子連れのメスや発情期のオスは気が立っており、特に注意が必要である。観光客の増加に伴い、鹿に噛まれるなどして負傷する被害が、2018年度は200件（奈良県の調査、2019年1月時点）と過去最多になった。これは集計を開始した2013年度の4倍である。骨折などの大けがをした人は年間最多の8人であった。2017年度までの8年間で10人が鹿の体当たりなどで骨折しており、近年重傷者が増加している。2017年度のけが人は186人で、鹿せんべいを与えるときやその前後に事故が多発している。事故の増加を受け、奈良県は2018年4月から中国語、英語、日本語の「鹿せんべいを与える際の注意看板」を公園と鹿せんべい販売所周辺に設置した。
鹿が巻き込まれる交通事故
奈良公園では鹿が巻き込まれる交通事故も頻発している。奈良の鹿愛護会の発表によると、2011年が153件、2012年が129件、2013年が141件、2014年が140件、2015年が145件、2016件が131件、2017年が144件、2018年が129件。2019年が106件、2020年が179件と、鹿が死傷する交通事故が2〜3日に1件のペースで発生している。
ごみなどの誤食
人間から食べ物（鹿せんべい）を与えられることに慣れたためや、奈良公園内外で鹿が過密になり、天然の食糧が欠乏しているためと考えられるが、鹿がプラごみや紙類、人間用の食べ物を食べてしまう事態も頻発している。
白ちゃんの悲劇
1954年（昭和29年）8月20日、頭の中央に冠状に白い毛が生えた「白ちゃん」が誕生した。9歳の時に出産した子どもが車に轢かれて死亡して以降、車を敵視し突進していくようになった。近隣住民が奈良の鹿愛護会に相談し、1台1台車を止めて、「この先で鹿が飛び出してくるので注意してほしい」と運転者に依頼したが、1週間で突進を止めた。1972年（昭和47年）、白ちゃん自身も交通事故で死亡した。
白鹿の悲劇
1994年（平成6年）6月には、春日大社の由来にあるような白鹿が実際に誕生したが、注目を浴びすぎて人に追われ道路に走り出て、車にはねられ右前脚を骨折。鹿苑内で保護し、2003年（平成15年）6月に奈良公園に戻した。しかし、また観光客らに追い回され、後ろ両足を疲労骨折、2003年（平成15年）7月下旬から鹿苑内で再保護していたが、2004年（平成16年）2月11日に肝臓病で9歳で死亡した。奈良の鹿愛護会は「白いからと注目の的となり、大勢の人に追い掛け回され、公園デビューしてもすぐに骨折して戻ってきた。ふびんな生涯だった。」と嘆いた。

## 生息範囲と天然記念物指定
1957年（昭和32年）9月の天然記念物指定は、春日大社が所有者として「天然記念物指定申請書」を、奈良市長と市観光協会会長は「要望書」を提出して主導し、県・市教育委員会は「副申書」を書いた。春日大社と奈良市は、農業被害補償特定のためと指摘されるが、具体的な指定範囲と面積を記入していたが、現実の指定は「奈良市一円」であった。県は、その地域から出たシカが保護されなくなるという弊害防止のためと言い、文化庁は、「『奈良のシカ』とは、主に春日大社境内、奈良公園及びその周辺に生息し、古来、神鹿として春日大社と密接にかかわり、人によく馴れている等の…シカという意味である。その生息する場所（地域）を特定して制限を加えたものではない。また、『奈良のシカ』は分類学上、本州に広く生息しているホンシュウジカであり、『奈良のシカ』という特別の『種』が存在するわけではない」としている。また、地域指定のためには当該地域の全ての地権者の同意が必要であるが、困難で実現できてないため、という理由もある。文化財保護委員会の規定では、「奈良公園及びその周辺に生息している人馴れしたシカ」となるが、範囲指定のない天然記念物指定は多くの問題や論議となる。
1981年（昭和56年）2月、奈良市民2人が、高円山頂上付近の山林で、角伐り跡のある鹿1頭を銃殺し、奈良地方検察庁が文化財保護法違反で起訴した。1983年（昭和58年）6月の判決で「『奈良のシカ』を生息範囲は『公園を中心に周辺、直線距離で数キロメートル以内』で、公園に棲む『公園ジカ』だけでなく、通常は周辺山中に棲むが公園ジカとも交流のある『山ジカ』も存在し、いずれも人に馴化する特性を示す鹿が天然記念物の『奈良のシカ』だ」と規定し認定の上で有罪としたが、まだ曖昧で、角切り跡などの"馴化の証明"が無い場合に、今後に再論議となるとの指摘もあった。
しかし、これも1979年（昭和54年）4月、1981年（昭和56年）9月の二次にわたる鹿害訴訟の和解で変更された。農家側は、天然記念物の指定で捕獲できないのであるから「地域指定」に変更を要望したものの、それは退けたが、1985年（昭和60年）2月和解で、「シカの捕獲に関する文化財保護法第80条の運用の基準等」が制定され、鹿の生息域を、平坦部を中心とする奈良公園(A)、春日山原始林など公園山林部(B)、その双方の周辺地域(C)、その他地域(D)の4つに区分した。A・B地区のシカは保護するが、農地のあるC・D地区では天然記念物であっても、一定のルールの下、C・D地区のシカは捕獲（駆除を含む）ができるとした。さらに、A・B・C地区のシカには、同指導基準等が適用され、この地区のシカは、文化財保護委員会の規定や判例の旧来の人馴れ基準に関係なく全ての鹿が、保護管理される対象となる天然記念物であるとされ、D地区は従来のまま公園周辺に生息する人馴れした鹿が対象である。
自動車が鹿と衝突する交通事故が起きた場合、天然記念物であるため、処罰されると誤解して運転手が通報せず走り去るひき逃げも多いが、意図しない衝突は処罰の対象にならない。

### 隔離
奈良の鹿愛護会は、鹿苑という施設で奈良の鹿を保護している。この中には、農業被害を出して人間が育てる野菜の味を覚えた鹿、人間に何らかの危害を加えた鹿を雌雄を分けて死ぬまで管理する「特別柵」を設けている。2023年、獣医師の通報で、「特別柵」の鹿で栄養不足が指摘され、奈良県の調査発表で国際水準とされる「動物の5つの自由」のすべての指標に抵触しており、奈良県知事の山下真は「農作物を荒らしたシカを全頭収容するという枠組み自体が無理、限界にきているのでは。特別柵を見直すという形で議論してもらう」と言及し、収容された鹿の増加と過密さも問題視された。

## 農業被害
奈良での農作物被害をめぐる鹿との攻防の歴史は古い。江戸時代には鹿の侵入を防ぐ「鹿垣」が作られたとされる。1878年（明治11年）には保護を目的に「神鹿殺傷禁止区域」が設定されたが、農作物被害を理由に、1923年（大正12年）には区域が春日大社境内と奈良公園内に縮小されている。
明治時代以後も、鹿の農食害が問題になるが、神鹿として所有権を春日大社が主張した。1916年（大正5年）、奈良公園外の畑で死んでいた鹿を食べた住民に対し、大審院において春日大社所有の神鹿を窃盗したとの有罪判決が出て大社側の所有権が認められた結果、捕獲ができなくなり、深刻化した。これに対し奈良県と神鹿保護会と春日大社が合わせて保護会から被害補償を配給し、今も奈良の鹿愛護会から見舞金として支給している。
しかし、戦後（第二次世界大戦後）になり、1964年（昭和39年）に周辺農家は「奈良市鹿害阻止農家組合」を結成して被害防止のため交渉したが、進展がないと一部農家が1979年（昭和54年）と1981年（昭和56年）に、国、奈良県、奈良市、春日大社、および、奈良の鹿愛護会を提訴した。それで春日大社は所有権を取り下げ法的責任はないとして、奈良県は法的な責任は認めず、やがて1985年（昭和60年）に奈良の鹿愛護会との和解となり、春日大社は和解書にも名前は直接避けて「利害関係人」と記され県と奈良市とともに農業被害の防止に協力する形となった。

## 捕獲事業
奈良公園外の都祁地区、月ヶ瀬地区以外の奈良市山間部にも約4000頭が生息しているが、その後、被害が公園外の周囲山間に拡大し、奈良市は1987年（昭和62年）から農家設置の防鹿柵の補助事業を始め約3億円、総延長46キロの柵が設けられた。しかし、奈良県の2014年（平成26年）調査報告で、2013年（平成25年）度までの5年間で、鹿による農業被害が「増えた」と感じている集落が72.5%に増えた。食害は、水田に植えたばかりのイネのほか、カキノキ、シイタケ、チャノキなど多種にわたり、農家側では追い払うしか方法がなく、地元農家は以前に行政を相手取り損害賠償請求を提訴した後に和解したが、被害が続き、2000年（平成12年）7月、県知事に「鹿害に伴う要望書」を提出していたが、いっそう広域化した。
奈良県は2008年（平成20年）12月からの「鹿のあり方検討会」を経て2013年（平成25年）に「奈良のシカ保護管理計画検討委員会」を設立して鹿の保護管理計画を協議していたが、この被害広域化は深刻なものであると、これまでの「奈良市一円」に生息するシカ保護管理方針を修正し東部山間地区の頭数抑制を検討。文化庁は奈良公園中心部、その少し外側、外縁部などの4地区を設定し鹿の保護と管理の目安を示した。2016年（平成28年）、県は奈良公園から離れた地域の鹿を保護対象外とする管理計画を策定し従来の奈良市全域という保護指定から、方針変更した。
2017年（平成29年）5月に文化庁から文化財保護法の「現状変更」の許可を受け、8月1日から120頭を目標に猟友会に委託し、田原地区と東里地区で6カ所に箱わなを設置し捕獲事業を開始し、捕獲したシカは解体し、研究機関で年齢や栄養状態など生態を調べる。市民の野菜類の残滓の給餌や観光客などの餌付けが問題視され、鹿せんべい以外は与えないことを盛り込んだ条例化も検討されている。しかし、現状でも公園職員が止めても聞かない人は、かなりいて、規制体制の問題から進んでいない。この捕獲に、「奈良市鹿害阻止農家組合」は歓迎を表明したが、同年8月3日自然保護団体「一般財団法人 日本熊森協会」（兵庫県西宮市）は、「奈良の神鹿文化を壊すな」と中止するよう要望書を提出した。8月17日に1頭が初捕獲され、解体して胃の内容物や遺伝子検査で農作物被害対策に活用する。
奈良教育大学、福島大学、山形大学からなる共同研究グループは、2024年2月に管理地区で捕獲された個体を含む、奈良市内のニホンジカの血縁構造とその分布について解析した学術論文（Takagi et al. 2024, Conservation Science and Practice）を発表した。奈良市内のシカのうち、A・B地区とD地区のニホンジカを対象としてDNA解析を行い、管理地区のシカの由来や交配の状況を調査し、以下の３点を明らかにした。① 管理地区では市外からやってきた個体が多く、一部は保護地区にも入り込んでいる可能性が高い。②緩衝地区に近い管理地区では保護地区由来の個体と市外由来の個体が混在し、交配している。③長期間の孤立や遺伝的独自性等の奈良公園集団の特徴は、現在、変化しつつある。この研究成果によって現在の奈良市外におけるシカの増加と分布の拡大によって、奈良公園のシカ集団の長期間の孤立や遺伝的独自性等といった特徴が変化しつつあることも示された。

## 関連作品

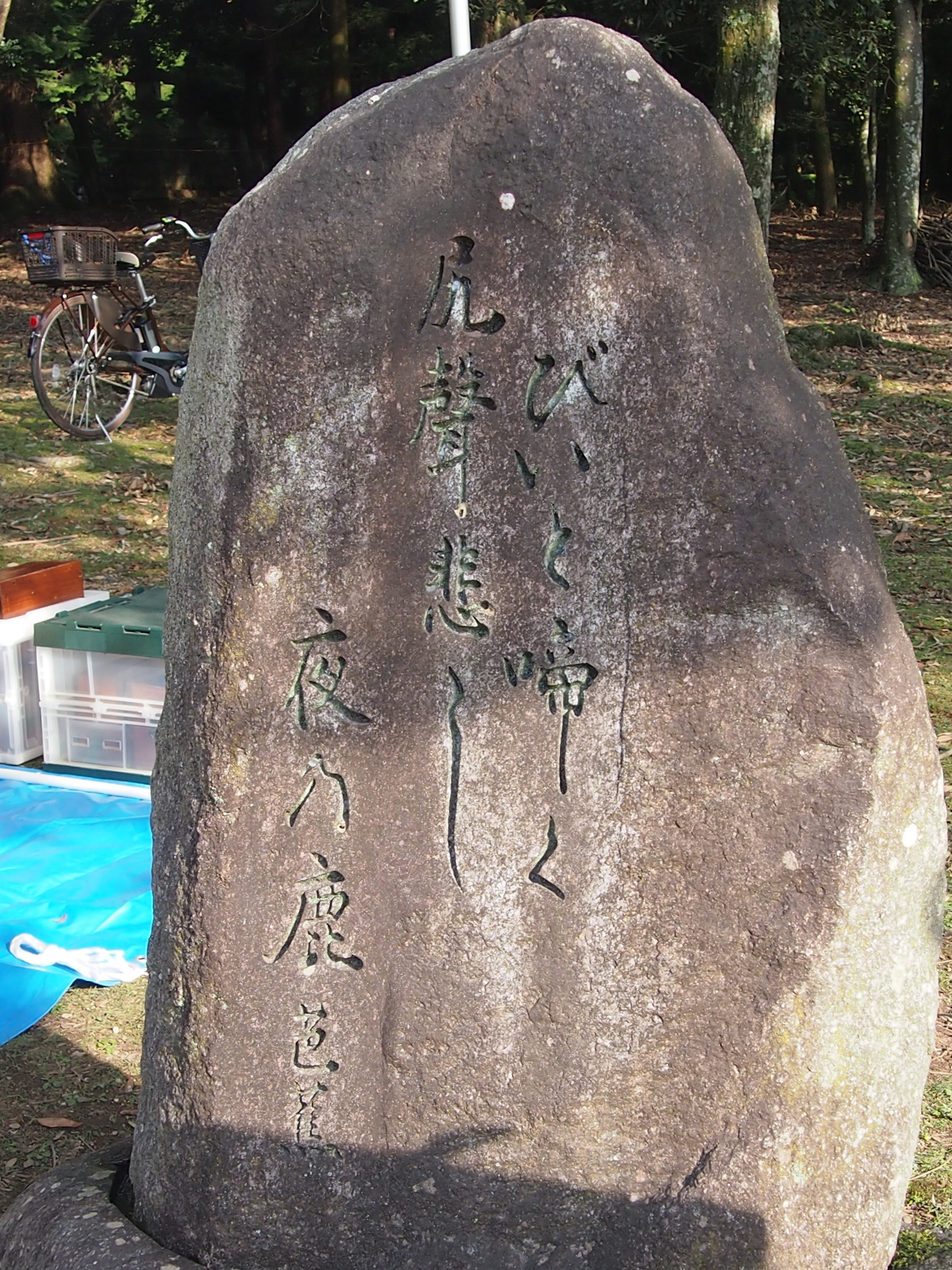
芭蕉句碑「びいと啼く 尻聲悲し 夜乃鹿」

- 浄瑠璃「十三鐘」： 元禄時代に近松門左衛門が三作石子詰め伝説を題材にし、創作した作品[22][23][69]。
- 古典落語「鹿政談」： 鹿を誤って死なせてしまった豆腐屋を、奈良町奉行が知恵を利かせて無罪放免とする噺がある[70]。

- 松尾芭蕉の俳句： 元禄7年（1694年）9月8日、最晩年の芭蕉が、奈良を訪れ宿泊している[71]。その晩、猿沢池のほとりの宿で「びいと啼く 尻聲悲し 夜乃鹿」の句を詠んだ。この句碑が、鹿の角きりが行われる鹿苑入口に設置されている[72]。
- 正岡子規の俳句： 1895年（明治28年）10月26日 - 29日、子規は松山での療養後、東京へ戻る途中で奈良観光をおこなっている[73]。この期間に有名な「柿食へば 鐘が鳴るなり 法隆寺」以外にも多数の俳句を詠んでおり、鹿に関する句も「鹿聞いて 淋しき奈良の 宿屋哉」、「煎餅を くふて鳴きけり 神の鹿」など多く残っている[74]。なお、これが人生最後の旅行となり、その後7年にわたる闘病後に死没した[75]。
- 会津八一の短歌： 新潟出身の八一は奈良の美術や文化を愛した歌人で、1908年（明治41年）に初めての奈良旅行をして以降、たびたび訪問し、「鹿鳴集」などの歌集を著わしている[76]。奈良県内には八一の歌碑が20基ある[77]が、そのうち奈良公園内の飛鳥園に鹿を詠み込んだ歌碑「かすがの の よ を さむみ かも さをしか の まち の ちまた を なき わたり ゆく」が建てられている[78]。

- 以下のように、ほかにも多くの歌や句が詠まれている[79]。

和歌
- をみなへし 秋萩しのぎ さを鹿の 露別け鳴かむ 高円の野ぞ（大伴家持）
- いまぞこれ いのりしかひよ かすがやま おもへばうれし さをしかのこゑ（九条道家）
- 三笠山 月さしのぼる 影さえて 鹿鳴きそむる 春日野の原（西行）
- かすがやま 森のしたみち 踏み分けて いくたび馴れぬ さを鹿のこゑ（藤原良経）
- 春日山 松のあらしに こゑそへて 鹿も千歳の 秋と告ぐなり（藤原良経）
- 春日山 みやこの南 鹿ぞおもふ 北の藤浪 春にあへとは（藤原良経）
- かすがやま やまたかからし あきぎりの うへにぞしかの こゑはきこゆる（行意）
- かすが山 ふもとの芝生 踏ありく しかのどかなる 神やしろかな（橘曙覧）

短歌
- 春日山 神の御前に ぬかづきて 帰らんとすれば さを鹿の聲（正岡子規）
- 青丹よし 奈良の都に 着きにけり 牡鹿鳴てふ 奈良の都に（正岡子規）
- 後夜の鐘 三笠の山に 月出でて 南大門前 雄鹿群れて行く（正岡子規）
- 伽藍すぎ 宮をとほりて 鹿吹きぬ 伶人めきし 奈良の秋かぜ（与謝野晶子）
- しか なきて かかる さびしき ゆふべ とも しらで ひともす なら の まちびと（会津八一）
- しか なきて なら は さびし と しる ひと も わが もふ ごとく しる と いはめ や も（会津八一）
- 三笠山 さ青の尾上に 立つ鹿の かぼそき姿 天にして見つ（北原白秋）

俳句
- 鹿の音の 糸引はへて 月夜哉（各務支考）
- まだ鹿の 爪もかくれず ならの麦（志太野坡）
- 町へ来て 紅葉ふるふや 奈良の鹿（正岡子規）
- 奈良の宿 御所柿くへば 鹿が鳴く（正岡子規）
- 角落ちて 首傾けて 奈良の鹿（夏目漱石）

### 学術論文
1970年代以前
- 大屋德城. (1911) 春日の神鹿に關する信仰. 新仏教, 12(5), 431-436. https://dl.ndl.go.jp/pid/10986899/1/19
- 飯塚啓. (1915) 奈良に於ける神鹿の角伐り. 動物学雑誌, 27(317), 前7-14 https://dl.ndl.go.jp/pid/10829564

- 川村俊蔵. (1950) 奈良シカの社会生活 (予報) 生理生態, 4, 75-87. https://dl.ndl.go.jp/pid/2360314/1/9

1980年代
- 山内昭二, 村井敏美, 田中裕樹, 山本智彦, 西谷康信. (1982) ニホンシカ Cervus nippon (奈良公園) 雄性生殖器官の組織学的研究 精巣と精巣上体の生後発達と季節的変化について. 家畜繁殖学雑誌, 28(2), 81-88. https://doi.org/10.1262/jrd1977.28.81
- 三浦慎悟. (1983) 奈良公園におけるオスジカの群れ行動. 哺乳動物学雑誌, 9(6), 279-284. https://doi.org/10.11238/jmammsocjapan1952.9.279
- 諸富吉嗣, 山田賢, 中村哲. (1983) 奈良公園のシカの農業被害について、春日大社がシカの所有者であり、愛護会がその占有者であるとして、損害賠償責任が認められた事例　―奈良・鹿害訴訟第一判決―. 判例タイムズ, 494　174-183
- 谷口知平. (1983) 鹿の所有者は誰か一神鹿による被害第一次訴訟. 法学教室,  34, 72-76．
- 山内昭二, 鵜海剛充, 矢口幹人, 西谷康信. (1983) ニホンシカ Cervus nippon (奈良公園) 雄性副生殖腺の組織学的研究特に季節的変化について. 家畜繁殖学雑誌, 29(1), 32-38. https://doi.org/10.1262/jrd1977.29.32
- 三浦慎悟. (1984) 奈良公園におけるニホンジカの年生活周期, とくに, 換毛, 角の再成長, および繁殖活動について. 哺乳動物学雑誌, 10(1), 1-7. https://doi.org/10.11238/jmammsocjapan1952.10.1
- 山内昭二, 村井敏美, 西谷康信. (1984). ニホンシカ Cervus nippon (奈良公園) 卵巣の組織学的研究 生後発達と季節的変化について. 家畜繁殖学雑誌, 30(3), 162-173. https://doi.org/10.1262/jrd1977.30.162
- 明治大正昭和新聞研究会. (1987) 奈良の神鹿を害獣として銃殺.『新聞集成大正編年史』大正14年度版. https://dl.ndl.go.jp/pid/12283451/1/105

1990年代
- 藤本和義, 山口昇. (1990) 奈良公園とその周辺地域のマダニ類の比較. 環動昆, 2(3), 133-137. https://doi.org/10.11257/jjeez.2.133
- 數奈穗子, 和田恵次. (1996) 奈良公園のニホンジ力・休息集団における侗体配置. 南紀生物, 38(2), 79-86.https://www.researchgate.net/publication/303940915_Spatial_patterns_of_individuals_within_resting_groups_of_sika_deer_in_Nara_Park
- Kumi Matsuno, Misako Urabe . (1999) Male-female interactions of sika deer (Cervus nippon) in Nara Park through allogrooming during breeding and rutting seasons. Journal of Ethology, 17(1), 41-49. https://doi.org/10.1007/BF02769296

2000年代
- 高橋春成. (2000) 奈良公園を訪れた人びとのシカ認識. 総合研究所所報, (8), 91-100.https://nara-u.repo.nii.ac.jp/records/2002563
- 鳥居春己. (2000) 奈良公園におけるニホンジカ Cervus nippon の胃内容物分析. 関西自然保護機構会誌, 22, 13-15.
- 前迫ゆり. (2001) 奈良公園および春日山原始林におけるシカの採食に対する変化. 奈良植物研究, 23, 21-25.
- 立澤史郎, 藤田和. (2001) シカはどうしてここにいるー市民調査を通して見た 「奈良のシカ」 保全上の課題ー. 関西自然保護機構会誌, 23, 127-140.
- 渡辺伸一. (2001) 保護獣による農業被害への対応―「奈良のシカ」 の事例―. 環境社会学研究, 7, 129-144. https://doi.org/10.24779/jpkankyo.7.0_129
- 前迫ゆり. (2002) 春日山原始林と草食保護獣ニホンジカの共存を探る. 植生学会誌, 19(1), 61-67. https://doi.org/10.15031/vegsci.19.61
- 立澤史郎, 藤田和, 伊藤真子. (2002) 奈良公園平地部におけるニホンジカの個体数変動. 関西自然保護機構会報, 24(1), 3-14.
- 丹敦, 渡辺伸一. (2004) 奈良公園周辺における鹿垣の分布とその残存状況: フィールドワークに基づく報告と考察. 奈良教育大学紀要 人文・社会科学, 53(1), 165-180. https://nara-edu.repo.nii.ac.jp/records/7803
- 松村みちる, 和田恵次, 前迫ゆり. (2004) 行動観察からみたニホンジカの樹皮剥ぎの特徴. 野生生物保護, 9(1), 1-7. https://doi.org/10.20798/wildlifeconsjp.9.1_1
- 前迫ゆり, 和田恵次, 松村みちる. (2006) 奈良公園におけるニホンジカの樹皮剥ぎ. 植生学会誌, 23(1), 69-78.　https://doi.org/10.15031/vegsci.23.69
- Masahiro Yamada, Eiji Hosoi, Hidetoshi B. Tamate, Junco Nagata, Shirow Tatsuzawa, Hiroyuki Tado, Shinobu Ozawa. (2006) Distribution of two distinct lineages of sika deer (Cervus nippon) on Shikoku Island revealed by mitochondrial DNA analysis. Mammal Study, 31(1), 23-28. https://doi.org/10.3106/1348-6160(2006)31%5B23:DOTDLO%5D2.0.CO;2
- 前迫ゆり, 名波哲, 神崎護. (2007) 春日山照葉樹林に侵入した外来種ナギとナンキンハゼの空間分布. 植生学会誌, 24(2), 103-112. https://doi.org/10.15031/vegsci.24.103
- 立澤史郎. (2007) 政策提言型市民調査はなぜ失敗したか?――野生生物保全分野の経験から――. 環境社会学研究, 13, 33-47. https://doi.org/10.24779/jpkankyo.13.0_33
- 鳥居春己, 高野彩子. (2007) 春日山におけるニホンジカ (Cervus nippon) によるイズセンリョウ (Maesa japonica) の採食. 関西自然保護機構会報, 29, 65-66.
- 鳥居春己, 高野彩子, 景山真穂子, 原沢牧子. (2007) 奈良公園春日山原始林におけるニホンジカ密度推定の試み. 関西自然保護機構会誌, 28, 193-200.
- 渡辺伸一. (2007) 「奈良のシカ」 による農業被害対策の理念と現実―奈良公園周辺農家へのアンケート調査をふまえて―. 奈良教育大学附属自然環境教育センター紀要, 8, 23-41. https://nara-edu.repo.nii.ac.jp/records/11149
- 萩原克郎, 辻正義, 川渕貴子, 鳥居春己, 小林朋子, 浅川満彦, 石原智明. (2008) 奈良公園におけるニホンジカ Cervus nippon の E 型肝炎ウイルス疫学調査 (ウイルス学). 日本野生動物医学会誌, 13(1), 35-37. https://doi.org/10.5686/jjzwm.13.35
- 塚田森生. (2008) ニホンジカの摂食によって植生が変化した奈良公園におけるトサカグンバイの生活史形質の遺伝的な変化. 日本森林学会誌, 90(5), 348-355. https://doi.org/10.4005/jjfs.90.348
- Ryo O. Suzuki, Teiko Kato, Yuri Maesako, Akio Furukawa. (2009) Morphological and population responses to deer grazing for herbaceous species in Nara Park, western Japan. Plant species biology, 24(3), 145-155. https://doi.org/10.1111/j.1442-1984.2009.00250.x
- 鳥居春己, 高野彩子. (2009) 大腿骨骨髄による奈良公園シカの栄養診断. 奈良教育大学附属自然環境教育センター紀要, 9, 5-9. https://nara-edu.repo.nii.ac.jp/records/12203
- 鳥居春己, 高野彩子. (2009) 奈良春日山原始林におけるニホンジカによる樹木剥皮. 	奈良教育大学附属自然環境教育センター紀要 10, 25-30. https://nara-edu.repo.nii.ac.jp/records/12209

2010年代
- 市川彩代子. (2010) 奈良公園のニホンジカ Cervus nippon は母ジカ以外からも哺乳するか. 奈良教育大学附属自然環境教育センター紀要, 11, 33-40. https://nara-edu.repo.nii.ac.jp/records/8574
- 前迫ゆり. (2010) カメラトラップ法による春日山照葉樹林の哺乳類と鳥類. 大阪産業大学人間環境論集, 9, 79-96. https://osu.repo.nii.ac.jp/records/462
- 林朋子, 鳥居春己, 川渕貴子, 辻正義, 谷山弘行, 遠藤大二, 板垣匡, 浅川満彦. (2011) 奈良公園におけるニホンジカ Cervus nippon の肝蛭症および消化管内寄生虫相. 奈良教育大学自然環境教育センター紀要, 12, 1-8.　https://rakuno.repo.nii.ac.jp/records/3143
- Ishikawa, H. (2011). Seed contents of sika deer (Cervus nippon) dung and the fate of seeds in a temperate short grassland in an urban park in Japan. Journal of Ecology and Environment, 34(3), 295-305. https://doi.org/10.5141/JEFB.2011.032
- 鳥居春己, 石川周. (2011) 奈良公園ニホンジカの初期死亡率の推定. 奈良教育大学自然環境教育センター紀要, 12, 9-12 https://nara-edu.repo.nii.ac.jp/records/9726
- 渡辺伸一. (2012) < 半野生> 動物の規定と捕獲をめぐる問題史-なぜ 「奈良のシカ」 の規定は二つあるのか?-. 奈良教育大学紀要. 人文・社会科学, 61(1), 109-119.https://nara-edu.repo.nii.ac.jp/records/11801
- 鳥居春己, 荒木良太, 乾久子. (2013) 春日山原始林で死亡したニホンジカ胃内容物分析の一例. 奈良教育大学自然環境教育センター紀要, 14, 21-24. https://nara-edu.repo.nii.ac.jp/records/11971
- 坂井明澄, 鳥居春己. (2014) 奈良公園で死亡したニホンジカ Cervus nippon から採取したマダニ類について. 奈良教育大学自然環境教育センター紀要, 15, 27-34. https://nara-edu.repo.nii.ac.jp/records/12625
- 渡辺伸一. (2014) 観光地における動物との接触事故への対応-「奈良のシカ」 の事例. 奈良教育大学紀要. 人文・社会科学, 63(1), 99-113. https://nara-edu.repo.nii.ac.jp/records/10285
- 前迫ゆり. (2015) 春日曼荼羅と最古の地図から読みとる春日山原始林とその周辺の植生景観. 大阪産業大学人間環境論集, 14, 141-151.https://osu.repo.nii.ac.jp/records/556
- 鳥居春己, 高野彩子. (2015) 高密度にニホンジカ (Cervus nippon) が棲息する奈良公園におけるシバ地植生の生産量. 奈良教育大学自然環境教育センター紀要, 16, 37-43. https://nara-edu.repo.nii.ac.jp/records/10348
- 辻野亮. (2015) 奈良公園平坦地におけるニホンジカ生息環境評価のための相観植生図. 奈良教育大学自然環境教育センター紀要, 16, 45-50. https://nara-edu.repo.nii.ac.jp/records/10349
- 山田実央, 和田恵次. (2015) 奈良公園におけるニホンジ力と鳥類の関係. 南紀生物, 57(2), 85-90. https://www.researchgate.net/publication/304017204_Relationship_between_sika_deer_and_birds_in_Nara_Park_Japan
- Sakurako Akita, Yoko Wada, Keiji Wada, Harumi Torii  (2016) Variation and social influence of bowing behavior by sika deer (Cervus nippon). Journal of ethology, 34, 89-96. https://doi.org/10.1007/s10164-015-0451-7
- 東城義則. (2016) 動物群の頭数増減をめぐる環境史――戦時期奈良公園におけるシカを事例に. 生物学史研究, 94, 65-68. https://doi.org/10.24708/seibutsugakushi.94.0_65
- 岡崎重史, 辻野亮. (2017) 奈良公園におけるニホンジカの空間分布の季節変動. 奈良教育大学自然環境教育センター紀要, (18), 45-54. https://nara-edu.repo.nii.ac.jp/records/12899
- Rie Usui, Carolin Funck. (2017) Not quite wild, but not domesticated either: Contradicting management decisions on free-ranging sika deer (Cervus nippon) at two tourism sites in Japan. Wildlife Tourism, Environmental Learning and Ethical Encounters: Ecological and Conservation Aspects, 247-261. https://doi.org/10.1007/978-3-319-55574-4_16
- 渡辺伸一. (2017) 奈良のシカ保護管理の歩みとこれから―その社会学的検討―. 生物学史研究, 96, 35-52. https://doi.org/10.24708/seibutsugakushi.96.0_35
- 前迫ゆり, 幸田良介, 佐々木奨, 杉浦聖斗, 花谷祐哉. (2018) 世界文化遺産春日山原始林におけるニホンジカの森林利用. 地域自然史と保全, 40(2), 83-91.
- 水谷知生, 平侑子. (2018) 近世奈良の鹿研究における道中日記の有用性. 奈良県立大学研究季報, 29(2), 19-51. https://narapu.repo.nii.ac.jp/records/1578
- 平侑子, 水谷知生. (2018) 江戸中後期における旅人と奈良の鹿との関係: 道中日記に見る宗教性と娯楽. 動物観研究, 23, 3-12.

2020年代
- Ishida-Kuroki, K., Takeshita, N., Nitta, Y., Chuma, T., Maeda, K., Shimoda, H., Takano, A., Sekizaki, T. (2020) 16S rRNA gene amplicon sequence data from feces of wild deer (Cervus nippon) in Japan. Microbiology Resource Announcements, 9(22), 10-1128. https://doi.org/10.1128/mra.00368-20
- 西村海, 辻野亮. (2020) 奈良公園におけるニホンジカオスの体サイズクラスの違いが繁殖行動の発現頻度と季節性に及ぼす影響. 奈良教育大学自然環境教育センター紀要, 21, 9-19. https://nara-edu.repo.nii.ac.jp/records/13401
- 岡崎重史, 辻野亮. (2020) 奈良公園におけるニホンジカのサイズクラスによる行動比率の季節変化. 哺乳類科学, 60(2), 181-189. https://doi.org/10.11238/mammalianscience.60.181
- Ikushima, Shiori., Torii, Harumi., Asano, Makoto., Suzuki, Masatsugu., Asai, Tetsuo. (2021) Clonal spread of quinolone-resistant Escherichia coli among sika deer (Cervus nippon) inhabiting an urban city park in Japan. The Journal of Wildlife Diseases, 57(1), 172-177. https://doi.org/10.7589/JWD-D-19-00005
- 川口⻯助, 安藤剛, 後藤安宣. (2021) 奈良公園の鹿が関係した外傷症例 49 例の検討：記述疫学研究.  日本救急医学会雑誌, 32(10), 543-548.https://doi.org/10.1002/jja2.12630
- 南正人. (2021) 奈良公園と金華山におけるニホンジカの発情声 Howl の頻度の日周変化. 動物の行動と管理学会誌, 57(2), 31-38. https://doi.org/10.20652/jabm.57.2_31
- 水谷知生,平侑子, (2021) [研究ノート] 近世近代の奈良に関する案内記類にみる鹿. 奈良県立大学研究季報, 32(1), 41-76. https://narapu.repo.nii.ac.jp/records/1930
- 山中康彰, 辻野亮, 鳥居春己. (2021) 春日山原始林に生息するニホンジカの空間分布. 奈良教育大学自然環境教育センター紀要, 22, 11-20.  https://nara-edu.repo.nii.ac.jp/records/13520
- 山中康彰, 辻野亮, 鳥居春己. (2021) スポットライトセンサス法とカメラトラップ法で確認した春日山原始林の哺乳類相. 奈良教育大学自然環境教育センター紀要, 22, 21-30. https://nara-edu.repo.nii.ac.jp/records/13523
- 鳥居春己. (2021) 奈良県のニホンジカ. 自然と教育, 31, 18-21. https://nara-edu.repo.nii.ac.jp/records/2000182
- 福本芙美香, 辻野亮. (2022) 奈良公園内におけるニホンジカメスの繁殖行動と交尾相手選択. 奈良教育大学自然環境教育センター紀要, 23, 13-22. https://nara-edu.repo.nii.ac.jp/records/13607
- 前迫ゆり. (2022) 照葉樹林に侵入した外来木本種の拡散にニホンジカが与える影響. 日本生態学会誌, 72(1), 5. https://doi.org/10.18960/seitai.72.1_5
- 平侑子, 水谷知生. (2022) 明治期における旅行者と奈良のシカの関係-外国人旅行記の分析から―. ヒトと動物の関係学会誌, 62, 48-60.
- Ikushima Shiori, Torii Harumi, Sugiyama Michiyo, Asai Tetsuo. (2023) Characterization of quinolone-resistant and extended-spectrum β-lactamase-producing Escherichia coli derived from sika deer populations of the Nara Prefecture, Japan. Journal of Veterinary Medical Science, 85(9), 937-941. https://doi.org/10.1292/jvms.23-0069
- 杉山海弥, 辻野亮. (2023) 春日山・高円山・奈良教育大学におけるチョウ類相の変化とその要因. 奈良教育大学自然環境教育センター紀要, 24, 15-28. https://nara-edu.repo.nii.ac.jp/records/13650
- Toshihito Takagi, Ryoko Murakami, Ayako Takano, Harumi Torii, Shingo Kaneko, Hidetoshi B Tamate (2023) A historic religious sanctuary may have preserved ancestral genetics of Japanese sika deer (Cervus nippon). Journal of Mammalogy, gyac120 doi:10.1093/jmammal/gyac120 2023年1月30日. 3大学共同プレスリリース資料：「奈良のシカ」の起源に迫る ―紀伊半島のニホンジカの遺伝構造とその形成過程―
- Uehara Haruka, Nishiyama Wakana, Tatsuzawa Shirow, Wada Keiji, Ida Y. Takashi, Yusa Yoichi. (2023) Impacts of the novel coronavirus SARS-CoV-2 on wildlife behaviour via human activities. Plos one, 18(5), e0285893. https://doi.org/10.1371/journal.pone.0285893 奈良女子大学・北海道大学共同プレスリリース：新型コロナウイルスによる人間活動の変化が野生動物に与える影響を解明
- Toshihito Takagi, Harumi Torii, Shingo Kaneko, Hidetoshi B. Tamate (2024) The sacred deer conflict of management after a 1000-year history: Hunting in the name of conservation or loss of their genetic identity. 2024年2月19日 Conservation Science and Practice, e13084. doi:10.1111/csp2.13084 2024年2月19日. 3大学共同プレスリリース資料：奈良市内のニホンジカの血縁構造とその分布
- 辻野亮. (2024) 自動撮影カメラで確認された奈良教育大学自然環境教育センター奈良実習園に出没 したニホンジカの角切オス. 奈良教育大学自然環境教育センター紀要, 25, 1-8. https://nara-edu.repo.nii.ac.jp/records/2000102
- 前迫ゆり (2024) 企画趣旨「シカとオオセンチコガネのゲノム情報から奈良の森を考える」. 地域自然史と保全 46：3-11. https://researchmap.jp/maesakoyuri/published_papers/47310176
- 高木俊人 (2024) 遺伝解析によって明らかとなった「奈良のシカ」の起源と現在. 地域自然史と保全 46：13-18. https://researchmap.jp/toshihito_takagi/published_papers/47308849
- 荒木祥文 (2024) 紀伊半島に生息する「ルリセンチ」の起源：ゲノム解析は何をもたらしてくれるのか？. 地域自然史と保全 46：19-24. https://researchmap.jp/yos_araki/published_papers/47310211
- 兼子伸吾 (2024) DNA解析が教えてくれる生き物の過去・現在―奈良の鹿とオオセンチコガネのDNA解析の成果から―. 地域自然史と保全 46：25-27. https://researchmap.jp/s_kaneko/published_papers/47308418
- 立澤史郎 (2024) 天然記念物「奈良のシカ」４要件の現状と課題ー支えあう神鹿文化と生態特性ー. 地域自然史と保全 46：29-41. https://researchmap.jp/serow/published_papers/47312488
- 鳥居春己, 石川周, & 高野彩子. (2025). 奈良公園に棲息するニホンジカ Cervus nippon の繁殖特性. 奈良教育大学自然環境教育センター紀要, 26, 13-20. https://nara-edu.repo.nii.ac.jp/records/2000273

### 書籍
- 八田三郎. (1920) 奈良と鹿. 官幣大社春日神社春日神鹿保護会. https://dl.ndl.go.jp/pid/963454/1/1
- 大島正満. (1952) 古都の神鹿. 動物の世界 : 科学物語 69-78. https://dl.ndl.go.jp/pid/1623008/1/41
- 川村俊蔵、徳田喜三郎（著）、今西錦司（編）「奈良公園のシカ 動物園のサル」『日本動物記』第4巻、思索社、1971年12月。NCID BN06266163。
- 奈良市史編集審議会 編 (1971)  奈良市史 自然編  3.動物 第1章 第1節 奈良のシカ　(p261-267) https://dl.ndl.go.jp/pid/3002865/1/189
- 奈良公園史編集委員会 編 (1982)『奈良公園史 〔本編〕』1982年3月 別冊付録:奈良公園史 自然編(95p)，付:奈良公園史附図(7枚) https://doi.org/10.11501/12422826
- 花山院親忠. (1987) 春日の神は鹿にのって.  清水弘文堂.  https://dl.ndl.go.jp/pid/12267805
- 奈良市史編集審議会 編『奈良市史 通史3 安土桃山時代～江戸時代』吉川弘文館〈奈良市史 通史〉、1988年1月1日。ISBN 4-64201573-6、ISBN 978-4-64201573-8、OCLC 683063870。
  - PDF版：“奈良市史　通史三・通史四デジタル版（PDF版）”.   奈良市 (2018年12月28日更新 エラー: 日付が正しく記入されていません。（説明）). 2022年8月16日閲覧。
- 『江戸時代人づくり風土記―ふるさとの人と知恵〈29〉奈良』会田雄次（監修）、加藤秀俊（編纂）、大石慎三郎（監修）、広吉寿彦（著）、廣吉壽彦（著）、石川松太郎（編纂）、稲垣史生（編纂）、農山漁村文化協会、1998年12月1日。ISBN 4-540-98009-2、ISBN 978-4-540-98009-1、OCLC 675524308。
- 『萬葉集 1』佐竹昭広、山田英雄、大谷雅夫、山崎福之、工藤力男（校注）、岩波書店〈新日本古典文学大系 1〉、1999年5月20日。ISBN 4-00-240001-8、ISBN 978-4-00-240001-3、OCLC 900539578。
- Torii, Harumi., Tatsuzawa, Shirow. (2009). Sika Deer in Nara Park: Unique Human-Wildlife Relations. In: McCullough, D.R., Takatsuki, S., Kaji, K. (eds) Sika Deer. Springer, Tokyo. https://doi.org/10.1007/978-4-431-09429-6_25
- 谷幸三（著）『奈良の鹿─「鹿の国」の初めての本』永野春樹（編集）、奈良の鹿愛護会（監修）（初版）、京阪奈情報教育出版〈あおによし文庫〉、2010年3月8日。ISBN 4-87806-502-8、ISBN 978-4-87806-502-6、OCLC 587124114。
- 立澤史郎 (2013) 日本最古のテーマパーク？-奈良公園に見る人とシカの関係史. 生物という文化-人と生物の多様な関わり 池田透編. https://www.ajup-net.com/bd/isbn978-4-8329-3384-2.html
- 花山院弘匡『春日大社のすべて─宮司が語る御由緒三十話』中央公論新社、2016年12月8日。ISBN 4-12-004900-0、ISBN 978-4-12-004900-2、OCLC 967748527。
- 田中淳夫『鹿と日本人─野生との共生100年の知恵』築地書館、2018年7月3日。ISBN 4-8067-1565-4、ISBN 978-4-8067-1565-8、NCID BB23146527、OCLC 1043193916。

### 報告書など
- 春日顕彰会 編（1975）天然記念物「奈良のシカ」調査報告：昭和49年度　https://doi.org/10.11501/12637806
  1. 福永洋, 川道武男 (1975) 奈良のシカの行動Ⅰ 土地利用と日周行動. (春日顕彰会 編) 昭和 49年度天然記念物 「奈良のシカ」 調査報告, 3-13. 春日顕彰会, 奈良.
  2. 安藤滋, 滝和正 (1975) テレメーターによるシカの行動の日周リズム測定. (春日顕彰会 編) 昭和 49年度天然記念物 「奈良のシカ」 調査報告, 15-24. 春日顕彰会, 奈良.
  3. 大泰司紀之 (1975) 奈良公園のシカの生命表 (予報). (春日顕彰会 編) 昭和 49年度天然記念物 「奈良のシカ」 調査報告, 25-35. 春日顕彰会, 奈良.
  4. 丸山直樹, 片井信之 (1975) 奈良公園のシカの角の形質について. (春日顕彰会 編) 昭和 49年度天然記念物 「奈良のシカ」 調査報告, 37-45. 春日顕彰会, 奈良.
  5. 原文江 (1975) シカの摂取カルシウム量の測定について. (春日顕彰会 編) 昭和 49年度天然記念物 「奈良のシカ」 調査報告, 47-48. 春日顕彰会, 奈良.
  6. 西谷康信 (1975) 奈良公園における胃内異物調査 (特にビニールを主として). (春日顕彰会 編) 昭和 49年度天然記念物 「奈良のシカ」 調査報告, 49-56. 春日顕彰会, 奈良.
- 春日顕彰会 編（1976）天然記念物「奈良のシカ」調査報告：昭和50年度　https://doi.org/10.11501/12637807
  1. 川村俊蔵 (1976) 奈良のシカの角型, とくにその変形について. (春日顕彰会 編) 昭和 50年度天然記念物 「奈良のシカ」 調査報告, 3-13. 春日顕彰会, 奈良.
  2. 朝日稔 (1976) 奈良公園のシカの個体数に対する人口学的検討. (春日顕彰会 編) 昭和 50年度天然記念物 「奈良のシカ」 調査報告,15-23 . 春日顕彰会, 奈良.
  3. 安藤滋 (1976) シカの採食行動の無線観察. (春日顕彰会 編) 昭和 50年度天然記念物 「奈良のシカ」 調査報告, 25-29. 春日顕彰会, 奈良.
  4. 川道武男, 井上良和 (1976) 奈良シカの行動Ⅱ 子鹿の行動発達. (春日顕彰会 編) 昭和 50年度天然記念物 「奈良のシカ」 調査報告, 31-46. 春日顕彰会, 奈良.
  5. 三浦慎吾 (1976) 奈良シカ個体群の空間的分布構造について. (春日顕彰会 編) 昭和 50年度天然記念物 「奈良のシカ」 調査報告, 47-61. 春日顕彰会, 奈良.
  6. 福永洋 (1976) 奈良シカの行動Ⅰ 日周行動と土地利用①. (春日顕彰会 編) 昭和 50年度天然記念物 「奈良のシカ」 調査報告, 63-69. 春日顕彰会, 奈良.
  7. 大泰司紀之 (1976) 切歯の磨滅による奈良公園のシカの年令推定法. (春日顕彰会 編) 昭和 50年度天然記念物 「奈良のシカ」 調査報告, 71-82. 春日顕彰会, 奈良.
  8. 大泰司紀之 (1976) 奈良公園のシカの生命表とその特異性. (春日顕彰会 編) 昭和 50年度天然記念物 「奈良のシカ」 調査報告, 83-95. 春日顕彰会, 奈良.
  9. 原文江 (1976) 奈良公園シカの採食植物のCa, P量. (春日顕彰会 編) 昭和 50年度天然記念物 「奈良のシカ」 調査報告, 97-99. 春日顕彰会, 奈良.
  10. 冨村保, 西谷康信 (1976) 奈良公園のシカにおける肝蛭症に関する研究Ⅰ. (春日顕彰会 編) 昭和 50年度天然記念物 「奈良のシカ」 調査報告, 101-123. 春日顕彰会, 奈良.
- 春日顕彰会 編（1977）天然記念物「奈良のシカ」調査報告：昭和51年度　https://doi.org/10.11501/12637822
  1. 三浦慎吾 (1977) 奈良シカ個体群の個体分布・行動から見た社会構造. (春日顕彰会 編) 昭和 51年度天然記念物 「奈良のシカ」 調査報告, 3-41. 春日顕彰会, 奈良.
  2. 宝川範久, 川光武男 (1977) 奈良シカの行動 Ⅲ オスの交尾期の行動と日周活動. (春日顕彰会 編) 昭和 51年度天然記念物 「奈良のシカ」 調査報告, 43-61. 春日顕彰会, 奈良.
  3. 宝川範久, 川光武男 (1977) 奈良シカの行動Ⅳ　交尾期のオスの行動圏と社会構造. (春日顕彰会 編) 昭和 51年度天然記念物 「奈良のシカ」 調査報告, 63-80. 春日顕彰会, 奈良.
  4. 安藤滋, 柿沢亮三 (1977) テレメーターによるシカの行動の日周リズム測定 (2).  (春日顕彰会 編) 昭和 51年度天然記念物 「奈良のシカ」 調査報告, 81-87. 春日顕彰会, 奈良.
  5. 大泰司紀之, 向田韶雄, 宝川範久 (1977) 奈良公園のシカの個体群構成. (春日顕彰会 編) 昭和 51年度天然記念物 「奈良のシカ」 調査報告, 89-106. 春日顕彰会, 奈良.
  6. 大泰司紀之 (1976) 奈良公園のシカの角に関する研究 (予報). (春日顕彰会 編) 昭和 51年度天然記念物 「奈良のシカ」 調査報告, 107-128. 春日顕彰会, 奈良.
  7. 高槻成紀, 朝日稔 (1977) 糞分析による奈良公園のシカの食性 (春日顕彰会 編) 昭和 51年度天然記念物 「奈良のシカ」 調査報告, 129-141. 春日顕彰会, 奈良.
  8. 宮崎昭, 小島洋一, 西村順吉 (1977) 奈良シカの飼料消化率について. (春日顕彰会 編) 昭和 51年度天然記念物 「奈良のシカ」 調査報告, 143-158. 春日顕彰会, 奈良.
  9. 冨村保, 平川公昭, 西谷康信 (1977) 奈良公園のシカにおける肝蛭症に関する研究. (春日顕彰会 編) 昭和 51年度天然記念物 「奈良のシカ」 調査報告, 159-182. 春日顕彰会, 奈良.
- 春日顕彰会 編（1978）天然記念物「奈良のシカ」調査報告：昭和52年度　https://doi.org/10.11501/12637809
  1. 三浦慎吾 (1978) 奈良シカの年周期行動Ⅰ 発情期のオスを中心に. (春日顕彰会 編) 昭和 52年度天然記念物 「奈良のシカ」 調査報告, 3-13. 春日顕彰会, 奈良.
  2. 柿澤亮三, 安藤滋 (1978) テレメーターによるシカの行動測定 (日周移動の測定). (春日顕彰会 編) 昭和 52年度天然記念物 「奈良のシカ」 調査報告, 15-23. 春日顕彰会, 奈良.
  3. 高槻成紀, 朝日稔 (1978) 糞分析による奈良公園のシカの食性Ⅱ 季節変化と特異性 . (春日顕彰会 編) 昭和 52年度天然記念物 「奈良のシカ」 調査報告, 25-37. 春日顕彰会, 奈良.
  4. 宮崎昭, 福島雅之, 小島洋一 (1978) 草地の養分生産力に関する研究 シバ植生の季節的養分生産について. (春日顕彰会 編) 昭和 52年度天然記念物 「奈良のシカ」 調査報告, . 春日顕彰会, 39-51. 奈良.
  5. 朝日稔, 西村順吉 (1978) 奈良公園シカの交通事故死について. (春日顕彰会 編) 昭和 52年度天然記念物 「奈良のシカ」 調査報告, 53-59. 春日顕彰会, 奈良.
  6. 冨村保, 平川公昭, 吉房寛人, 西谷康信 (1978) 奈良公園のシカにおける肝蛭症に関する研究Ⅲ 肝の病理学的変化について. (春日顕彰会 編) 昭和 52年度天然記念物 「奈良のシカ」 調査報告, 61-101. 春日顕彰会, 奈良.
- 春日顕彰会 編（1978）天然記念物「奈良のシカ」調査報告：昭和54年度
  1. 三浦慎吾 (1980) 奈良公園におけるニホンジカの社会構造 ーⅠ オスの社会組織ー. (春日顕彰会 編) 昭和54年度天然記念物 「奈良のシカ」 調査報告, 1-11. 春日顕彰会, 奈良.
  2. 三浦慎吾 (1980) 奈良公園におけるニホンジカの社会構造 ーⅡ 発情期におけるオス間の社会的相互行動 (予報)ー. (春日顕彰会 編) 昭和54年度天然記念物 「奈良のシカ」 調査報告, 13-41. 春日顕彰会, 奈良.
  3. 三浦慎吾 (1980) 奈良公園におけるニホンジカの行動・社会学的研究 ーⅢ 発情期における異性間行動 (予報)ー. (春日顕彰会 編) 昭和54年度天然記念物 「奈良のシカ」 調査報告, 43-64. 春日顕彰会, 奈良.
  4. 三浦慎吾 (1980) 奈良公園におけるニホンジカの行動・社会学的研究 ーⅣ 発情期におけるオスのマーキング行動 (予報)ー. (春日顕彰会 編) 昭和54年度天然記念物 「奈良のシカ」 調査報告, 65-86. 春日顕彰会, 奈良.
  5. 三浦慎吾 (1980) 奈良シカの年周期行動 ーⅡ 出産期を中心にー. (春日顕彰会 編) 昭和54年度天然記念物 「奈良のシカ」 調査報告, 87-94. 春日顕彰会, 奈良.
  6. 川道武男 (1980) 奈良シカの行動Ⅴ 攻撃行動と順位. (春日顕彰会 編) 昭和54年度天然記念物 「奈良のシカ」 調査報告, 95-111. 春日顕彰会, 奈良.
  7. 高槻成紀 (1980) 奈良公園の植生とシカの影響. (春日顕彰会 編) 昭和54年度天然記念物 「奈良のシカ」 調査報告, 113-132. 春日顕彰会, 奈良.
  8. 宮崎昭, 森本正隆, 森田哲夫 (1980) 草地の養分生産に関する研究 (第2報) ーシバ植生の季節的養分生産について(2)ー. (春日顕彰会 編) 昭和54年度天然記念物 「奈良のシカ」 調査報告, 133-143. 春日顕彰会, 奈良.
  9. 宮崎昭 (1980) シバ植生の牧養力に関する検討 ー奈良公園のシバ植生の養分生産量からみた奈良シカの生活適正頭数についてー. (春日顕彰会 編) 昭和 54 年度天然記念物 「奈良のシカ」 調査報告, 145-148. 春日顕彰会, 奈良.
  10. 冨村保, 平川公昭, 北野俊明, 杉山広, 西谷康信 (1980) 奈良公園のシカにおける肝蛭症に関する研究 ーⅣ 胆管細胞癌を合併した肝蛭症の一部検例についてー. (春日顕彰会 編) 昭和54年度天然記念物 「奈良のシカ」 調査報告, 149-167. 春日顕彰会, 奈良.
  11. 朝日稔, 大泰司紀之, 川道武男, 富村保, 三浦慎吾, 宮崎昭, 向田韶雄, 花山院親忠, 笠置侃一 (1980) 座談会 “奈良のシカ” ー調査研究の成果と展望ー. (春日顕彰会 編) 昭和54年度天然記念物 「奈良のシカ」 調査報告, 169-179. 春日顕彰会, 奈良.
- 奈良県 (2019) 奈良市ニホンジカ第二種特定鳥獣管理計画平成30年（2018年）度モニタリング報告及び平成31年（2019 年）度実施方針（案）について（平成31年3月）https://www.pref.nara.jp/secure/218483/02_H30_siryou2.pdf
- 奈良県 (2019) 天然記念物「奈良のシカ」保護計画　暫定計画（平成31年4月）https://www.pref.nara.jp/secure/218528/H31.4_shika_zanteikeikaku.pdf
- 奈良県（2022）天然記念物「奈良のシカ」保護計画（令和4年4月）https://www.pref.nara.jp/secure/218528/hogokeikaku-1.pdf
- 奈良県（2022）奈良市ニホンジカ第二種特定鳥獣管理計画（第2次）（令和4年4月）https://www.pref.nara.jp/secure/260584/narashinihonjika-no.2.pdf